# 法兰克福火车总站
法兰克福火车总站（德語：Frankfurt (Main) Hauptbahnhof）是德国黑森州南部城市美因河畔法兰克福最重要的铁路车站；也是德国第二繁忙的长途车站，日均旅客運輸量达460000人次，僅次於汉堡火车总站。該法蘭克福總站為尽头站，1888年開業時稱為“法兰克福中央车站”（Centralbahnhof Frankfurt），现为德铁车站及服务辖下最高级别的21座一等站之一。由于其所处德国中部，德国铁路将其定位为德国铁路运输中最重要的“交通转盘”（Verkehrsdrehscheibe）。
在高峰日，会有约1170班列车驶过车站。在车站地下並設有快铁车站和地铁車站，並藉此連結法蘭克福的區域鐵路網，包括萊茵-美因城市快鐵與法蘭克福地鐵。

## 方位
火车总站位于林荫环路西南端的法兰克福市分区加卢斯境内。站内的店铺连廊“B层”（B-Ebene）则有部分属于车站社区。车站建筑南靠曼海姆街、北接邮政街、东邻火车总站畔广场。位于西侧的则是轨道前地。

## 历史

### 初始状态
在原绞刑场上的火车总站建造之前，曾有三座西部车站位于当时城郊的加卢斯壕沟旁（即今车站社区内），分别作为陶努斯铁路、美因－威悉铁路和美因－内卡铁路的终点。

### 规划

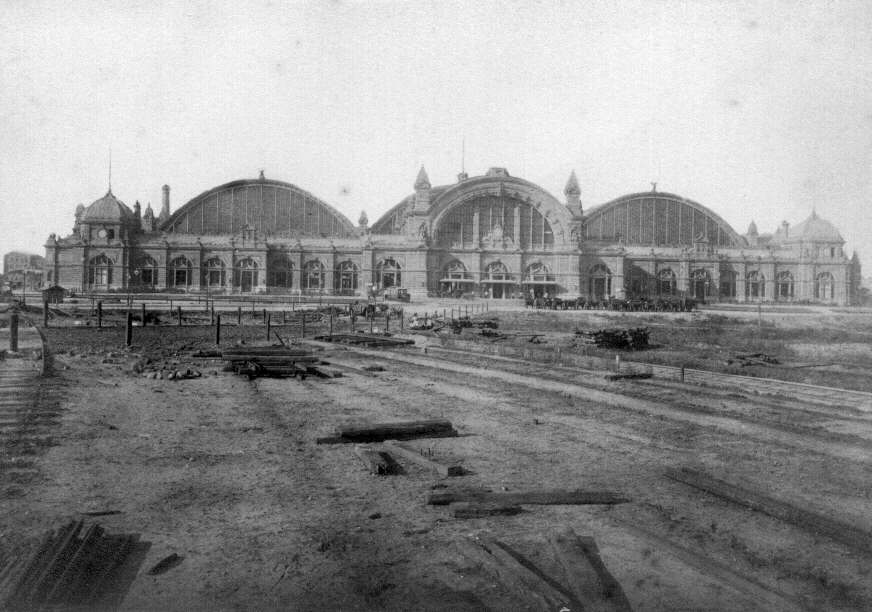
通车日的新车站大楼

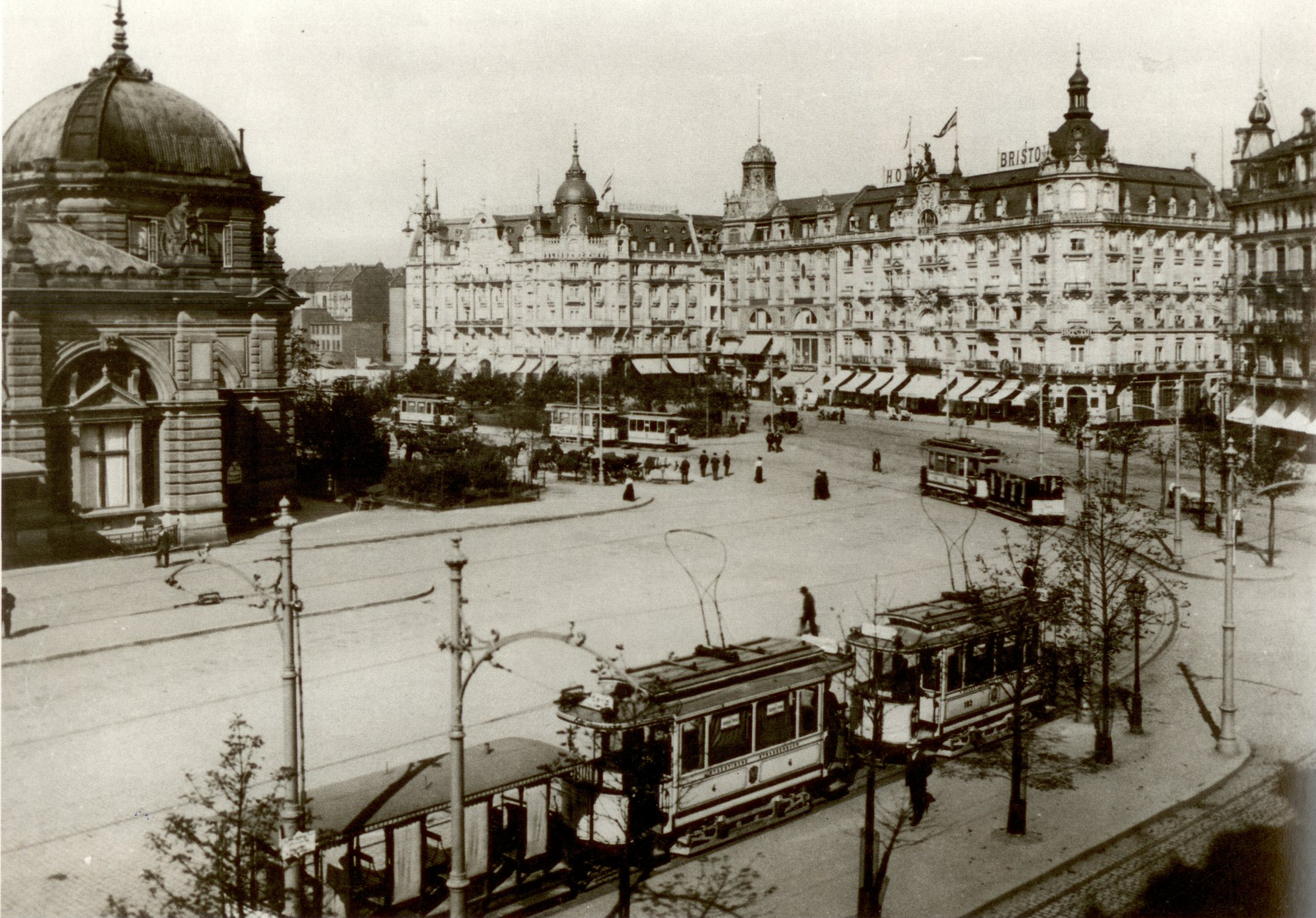
1903年的站前广场

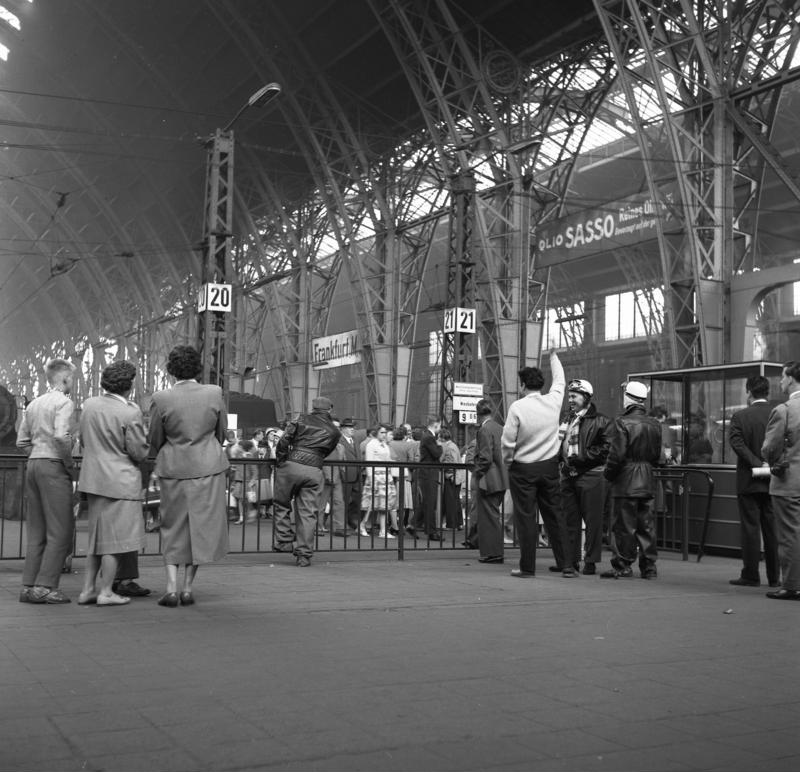
车站大堂于1960年仍设

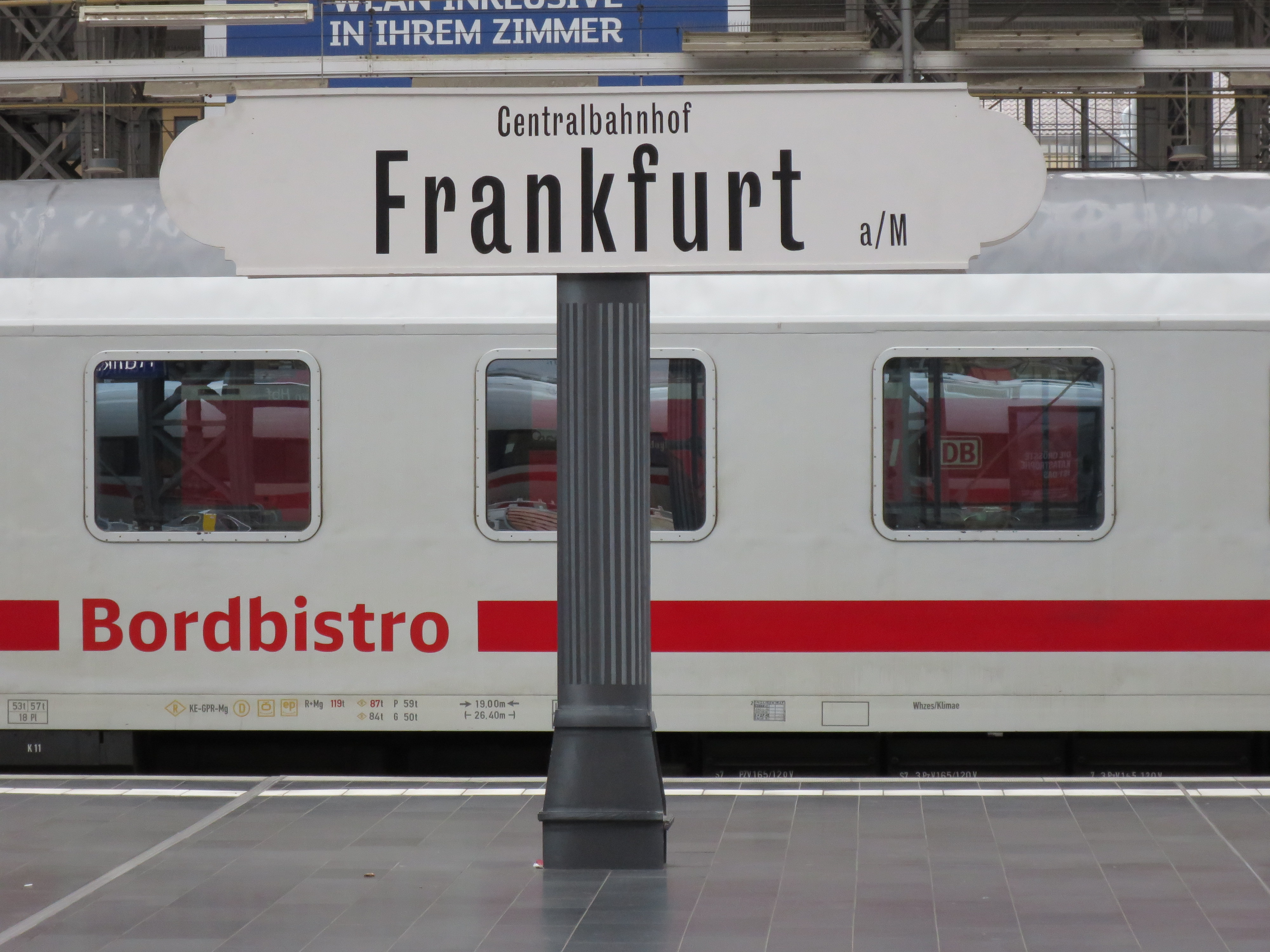
原始的复制品

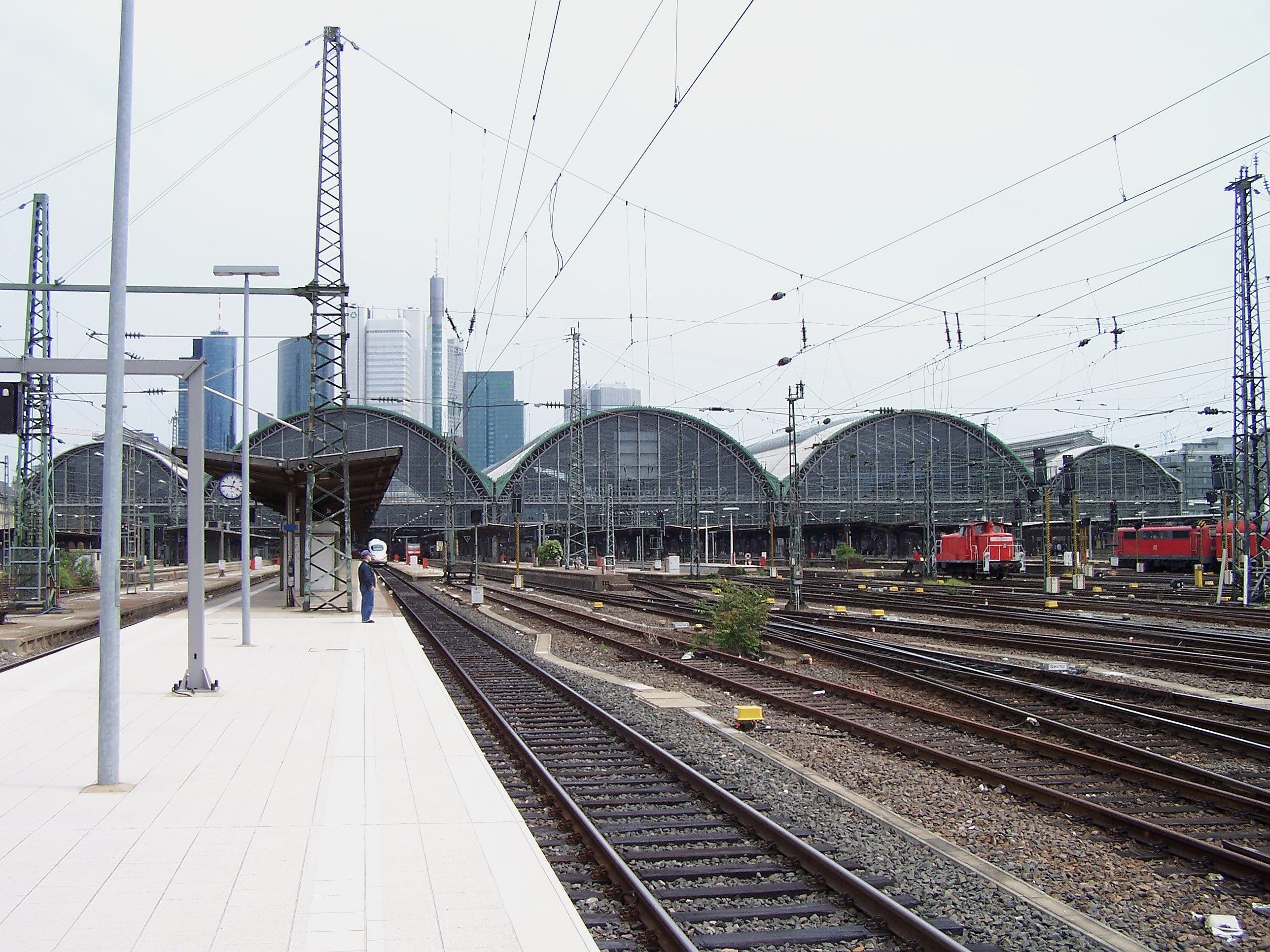
五座列车大堂的轨道一侧

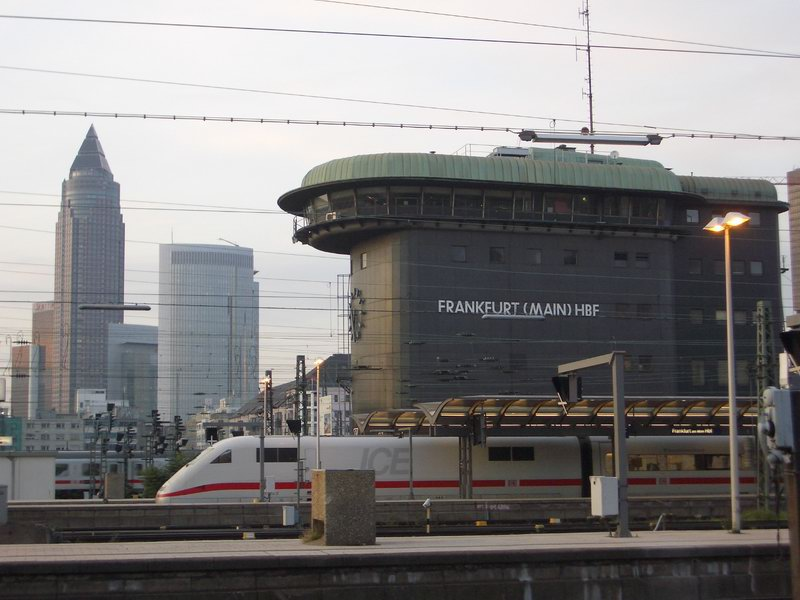
历史性的信号所，现为文物保护建筑

随着19世纪末旅客人数的增加，三座西部车站的运力日益不足，但受制于法兰克福自由市周边各邦国的领土隶属关系，改变的阻力极大。直至普鲁士于1866年相继吞并了法兰克福、拿骚和黑森-卡塞尔之后，相关障碍才基本消除，因此兴建一座中央车站的规划被重视起来。在1870-1871年的普法战争中，既有状态的劣势尤为明显——当时分散的铁路车站严重妨碍了部队的调动。与之前的三座西部车站一样，新车站将以尽头站的样式实现。最初规划的应是一座带有34条到发线的大型车站。由于规模过于巨大，随后又出现了一个“仅”带有18条到发线的方案。邮政及货物到发应在列车大堂的下方进行，短途运输则应在室外进行，这将通过后来建造的货运站而实现。市议会直至1875年才参与商议，他们希望将铁路设施从设施环路迁移至原绞刑场（Galgenfeld）内。而在西部车站的轨道区域将设立一个以皇帝街为主轴的新分区，那里将不再进行铁路运营。该方案还具有一个很大的优势，因为新站几乎不会受既有线路的影响，故而在施工阶段可以不受干扰的实施。
自1880年起，普鲁士建筑学院举办了一项由所有重要建筑师参与的竞赛，以设计出“挑战最高艺术力量的纪念性建筑”。这场建筑设计竞赛共收到55份设计方案，最终由来自艾尔萨斯首府斯特拉斯堡的地建专员暨大学营造师赫尔曼·埃格特于1881年脱颖而出。他受命负责车站大楼的规划和建设。专门从事钢构物建筑的柏林建筑师约翰·威廉·施韦德勒则获得第二名。他成为三座新建铁制列车大堂的设计工程师，这些大堂有28米高的筒形穹顶，各由六条轨道上的三座月台组成。

### 落实
1888年8月18日，法兰克福中央车站（Centralbahnhof Frankfurt）仅历时五年建设便正式落成。接下来的几年中，在车站大楼的东侧兴起了车站社区，该区域持续得到充分开发，直至1900年。而在1915年莱比锡火车总站落成之前，法兰克福火车总站一直是欧洲最大的铁路车站。

### 铁路运营
法兰克福火车总站是为路线操作而设。铁路线的接车线和发车线采取并排布设。
在开幕日傍晚，有一列火车无法及时制动而冲出了挡车器，并造成机车和月台横道的铺石路面损坏。这是一系列此类事件的开端，在新闻界引起了一些嘲讽。同类事故于1901年12月6日发生的奥斯坦德-维也纳快车“强行”穿越事故达到顶点，当时牵引机车及煤水车直至冲入一/二等候车室才停下来。
有及于此，许多机车驾驶员在进站过程中都会非常小心，并在与止衝檔仍有一段距离处便停车。然而，此举将导致列尾的车厢无法靠入月台，也不符合运营管理的规定。机车驾驶员因此会被告诫应“尽可能靠近挡车器”。

### 扩建及改建
1924年，建筑的两座外侧大堂以新古典主义风格进行了扩建。轨道数量则增加至25条（1至24道及1a道）。在南入口处还安装了带有候鸟运动主题的浮雕。
第二次世界大战期间，车站成为盟军空袭的目标，因此例如在1944年12月11日，便有近1000吨多用途炸弹被投向车站。车站大楼在法兰克福轰炸中仅受到轻微破坏，但列车大堂的玻璃尽毁。为了保护旅客免受雨淋，以往的玻璃表面以木材进行部分封闭，并作为一项应急措施维持了近60年之久。1956年，车站完全实现电气化。
在1955年至1957年间，一座竖立在9道和10道之间、高22米的信号塔落成。在那里，当时欧洲最大和最现代化的轨道分布信号所（带车次信号装置）于1957年投入运行，16个操作员自此可对15000个继电相关设备进行控制。信号塔现已被列为文物保护建筑。
同样在1957年，用于调车的九台蒸汽机车被七台柴油机车所取代。1960年代初，车站建立了德国最大的快件货物处理设施，但这些年来的年均行包和快货处理量仅为1500万件。设施还包括车站和餐车的供应中心，以及自营的甜品店、面包店和肉舖。两个铁路邮局也是大型设施的一部分，还有70台货运升降机。
鉴于日益严重的城市交通问题，尽管从经济上无利可图，但当局还是在1960年代再次提出了建立城市连接铁路的想法。与位于内城的法兰克福地铁B-隧道一起，地下铁路设施的建设始于1971年。其中配电层创建了一个大型店铺通廊（B层），由此可与各设四线的一座地铁站（C层）和一座快铁站（D层）、以及一座三层的地下车库（部分可用作民防设施），通过大量的走道和阶梯相连。这里有该市当时最早的公共自动扶梯。从B层还可以通抵位于车站前方的广场——火车总站畔上的有轨电车站，这也是过去唯一的途经。在此期间，于街面处则增设了一条人行横道。
地下设施是通过开放式施工法建设：首先拆除车站大楼的北翼，以便在长途列车大堂下方建造快铁站，然后使用原始的外墙进行重建。地下车站于1978年投入运营。同时还建造了一个两层的防空洞，为铁路员工在紧急情况下提供保护。所有通信操作都可在此地堡中完成，它也可以用作广播设备。即便如今已不再储备罐头等物资，其技术设备（空气滤清设备、发电机等）仍然能够随时完全运作。
早在1970年代初，车站便取消了对月台票的要求，并拆除了相应的月台闸口。随着1991年6月引入城际快车（ICE）作业，从6道至9道间的两座月台进行了加宽、加高和加长。为了赢得拓宽空间，当时已失效的行包月台遭到拆除。
从2002年至2006年，因考虑到纪念物保存的需求，当局对五个被列为文物保护建筑、但仍持续运作的列车大堂顶篷进行了全面翻新。共计有约60000平方米的顶面和墙面覆板——包括约30000平方米的玻璃得到翻新，并更换了5000吨钢材。为了这项基础修缮，还开发出一套特殊的循环工序作为装配理念。在施工期间，会沿屋顶的长度拉起一个十米高的组装和运输平台。其中塔吊被安装在平台的中部。每根柱子高达150吨的支承负荷被部分引导至地下室层，并在那里设立基础。循环工序整合了所有的工作流程，因此平台每两周会在各大堂移动一次。螺钉自此取代铆钉作为固定介质；特别为此开发的铆头螺钉已经获得了联邦铁道部的个别批准。车站屋顶的整修将使得日照的面积大幅提升。与原始状态一样，支承屋顶的桁架被漆成浅灰色，因此显得较轻。楔件中的蔷薇花饰自此则被漆成深蓝色，因而更易于观察。整个施工过程几乎都是在距旅行者头顶十米高的地方发生。
翻新工作开始后不久还发生了一起事故，车站大楼北部的部分顶篷在焊接过程中引发火灾。这里的“北部通风中心”几乎完全被毁，必须更换。此外，由于在火灾期间仍吸入空气，大楼内部——尤其是B层也受到了污染和损害。
顶篷翻新的投资总额为1.17亿欧元。其中80%的费用由联邦政府承担。
2013年进行了外墙的翻新。
列车大堂、接待大堂以及地下车站的内部装饰也已完成现代化。例如在地铁站更换了已有30年之久的壁画。如今月台上已经出现了液晶显示器，而不是老旧的翻页显示器。如同威斯巴登火车总站一样，七个立式玻璃和钢制亭楼取代了以往的月台横道。在2006年中期，从快铁月台至地铁以及在列车大堂的月台横道上还安装了立式的透明升降机。
由于行李推车经常失窃，每年造成的损失高达30000欧元，因此法兰克福火车总站安装了一个安全系统，以防止行李推车从铁路场所被推走。当它们通过红色标记时，前轮便会被锁定。该系统最初是为购物车而开发，并作出了相应的调整。鉴于客流量的增加，行李推车的租用其后被中止，因为已无足够的空间确保安全操作。
2001年底，电子信号所开始工作，其四阶段调试已于2005年11月27日完成。它取代了自1957年启用、已处理2000万次列车和1亿次调车运行的轨道分布信号所。自1986年3月27日起，由于老龄化而引起的磨损，旧信号所的设备负载以及内部配线切换档位的绝缘层已被禁用。新的信号所分为两个子中心（北和南），在其投入使用时是德国最大的两层配地下室的信号所建筑。
自此，进出站限速从30公里/小时局部提高至40－60公里/小时，并通过增设的转辙器增加了新的進路及出發路徑。所有的进站轨道都设立了变轨操作，并将总站的13条到发线进一步分为两个部分（车顶信号）。该设施由845个控制单元组成，其中包括340个转辙器和脱轨器以及67个主信号机。信号所可由来自法兰克福运营中心的6名调度员和1名主管进行远程操作。信号所的投资总额为1.32亿欧元。

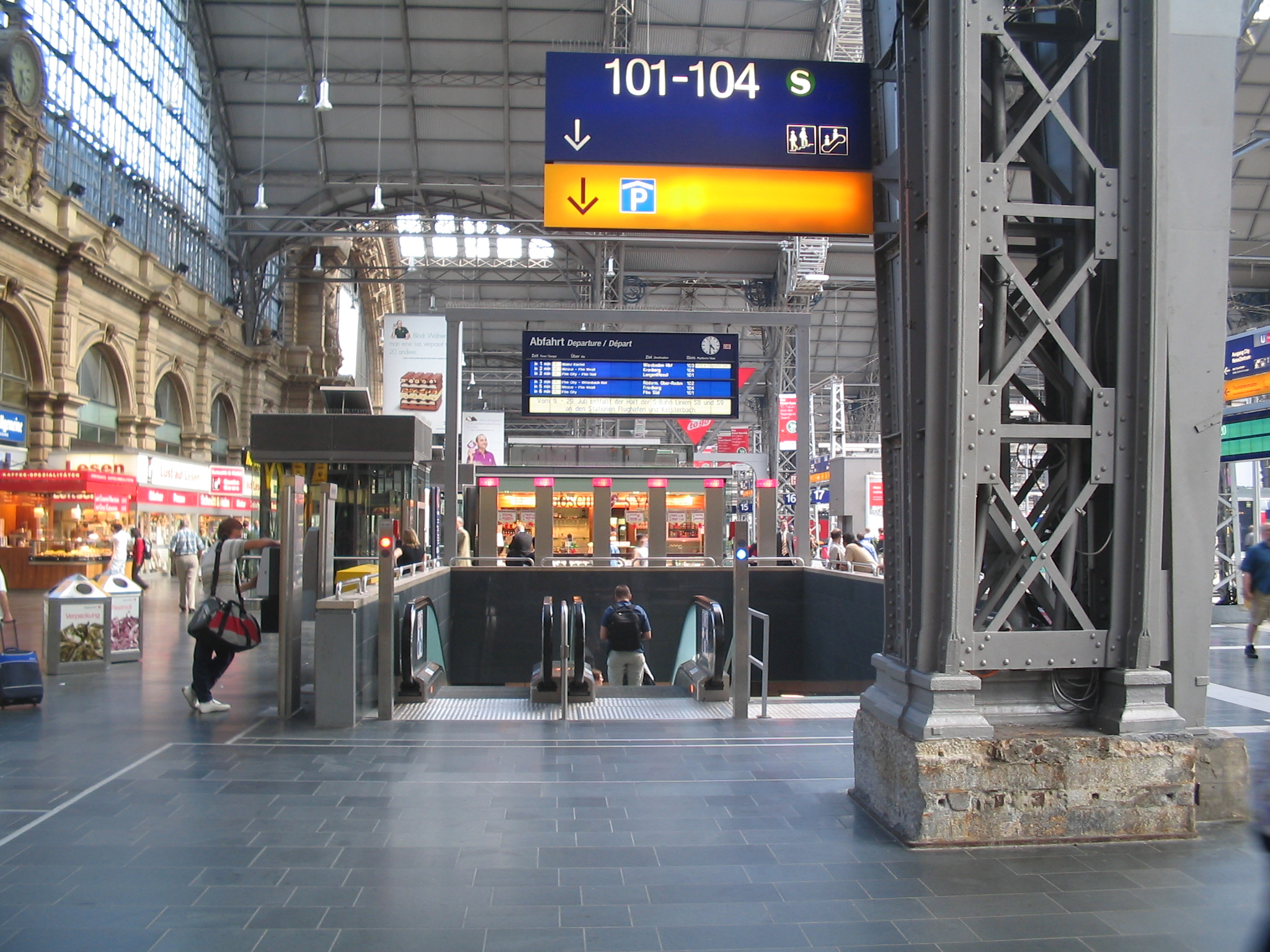
从月台横道往快铁的北出入口

借助新的信号所，可为火车总站的轨道设施和进站线路进行大规模改扩建奠定基础，以便将来更好的利用总站的到发线并增加其容量。
从2010年7月至2010年9月，12/13道月台被拆除和重建。月台天顶借助混凝土锯与下部结构分离，再将其分解成多个部分并重新浇筑成預鑄混凝土。新月台使用与主月台和月台横道相同的花岗岩地板。大堂的外侧部分则设有一个130米长的新月台顶篷。月台翻新工程共计花费850万欧元。

### 进一步改造
一些进站线路的容量被视为已耗尽。多条路线（例如ICE 50号线和RB 55号线）有部分已无法再经行法兰克福火车总站。对于南北向联系的长途列车，出于加速原因而仅使用四条到发线（6至9道）。
为了减轻尽头式车站、尤其是法兰克福铁路枢纽的诸多交通劣势，自法兰克福火车总站投入运营以来，人们一直在讨论各种想法和建议，以消除相关的不利影响或将车站整体搬迁。这些建议大多由于技术问题和缺乏经济性而被否决。
在1980年代和1990年代，关于设立地下通过式车站的各种方案引发讨论。由此产生的法兰克福21概念设想将法兰克福火车总站转变为具有12条到发线的通过站。由于缺乏资金，这项1996年提出的项目于2001年被搁置。随着则开始推进莱茵美因加号项目。
德国铁路计划，将来自曼海姆、美因茨和科隆－莱茵/美茵高速铁路方向的长途和区域运输分离。几乎所有的长途运输都将集中在火车总站南侧的1至8道上，以减少线路冲突。部分区域运输将转移至北侧。为此，计划在2030年之前从法兰克福南站至总站的1至3道间修建一条连接曲线，即“发电厂弯道”（Kraftwerkskurve），并在总站前地中安装其它转辙器。从2007年6月至2021年底，洪堡堤道（Homburger Damm）应进行复线改造。这段800米长的扩建工程预计将耗资1.31亿欧元，费用由联邦政府资助。在企业内部，这条线路被称为“法兰克福总站－美因茨州道”（Ffm Hbf–Mainzer Landstraße）。
至2019年，从B层至站前广场间的通道将斥资1.75亿欧元进行改造。2015年12月21日，德国铁路与法兰克福市签订了一项合同，以实现地下配电层的现代化并创建更多通道。其中迄今为止尚未使用的地下室楼层将用作新建逾千平方米的购物空间。工程应自2016年第四季度开始，至2020年中期完成。法兰克福市将为1.35亿欧元的建设成本贡献2750万欧元。
从奥芬巴赫市界至下拉德美因河大桥的法兰克福长途铁路隧道是一项远期规划。它将使得法兰克福火车总站成为多条长途运输路线的通过式车站。该项目已被纳入《2030年联邦交通线路规划》的“紧迫需求”。据估算（2018年11月数据），该项目的成本将高达35亿欧元。

## 建筑风格

### 地上部分

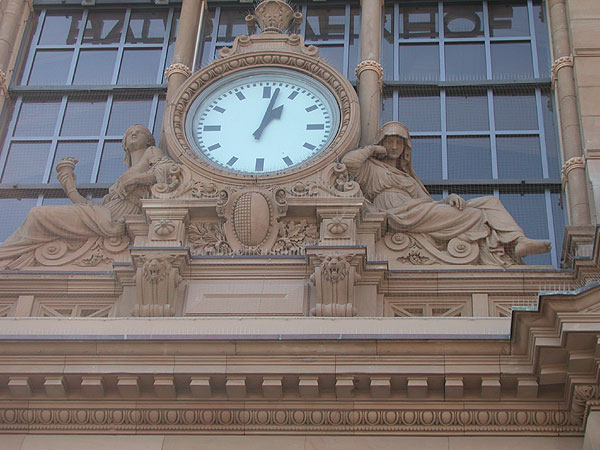
火车总站大钟

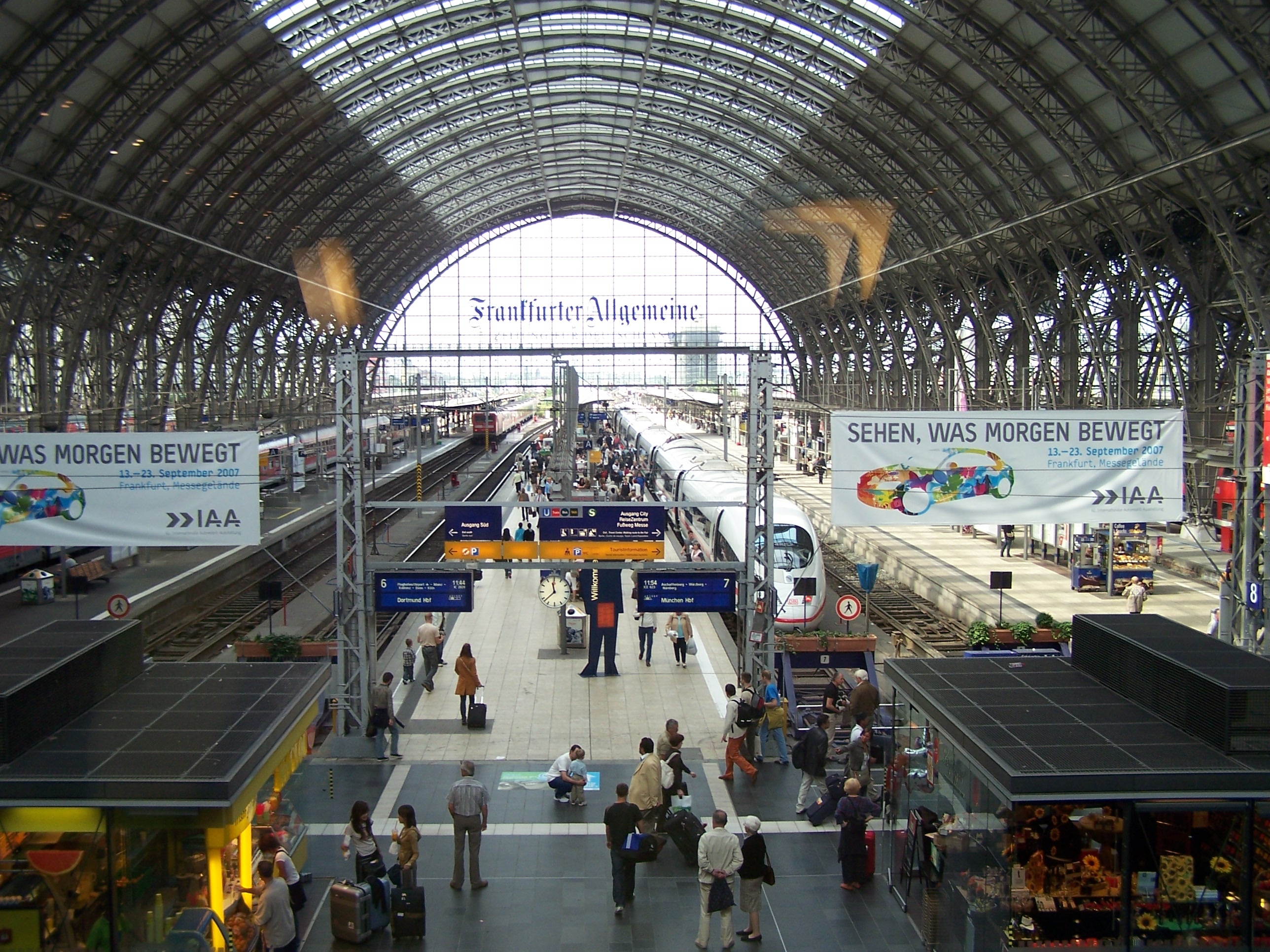
从望向列车大堂

法兰克福火车总站的地上部分分为车站大楼和列车大堂。车站大楼在街道一侧朝东，并使得尽头站面向车站社区开放。坐落于三个中部列车大堂之前的较旧部分的外立面采用新文艺复兴风格；而作为车站大楼于1924年扩建的部分，两个外侧大堂则采用新古典主义风格。建筑共有270米宽。车站大楼的中心是主接待大堂，其靠街道一侧的入口由三个门单元组成，它们彼此被两个粗壮的墩柱隔开。在这上方的正中是一个华丽的时钟，周边饰以昼与夜的託寓以及带“火车总站”字样的德国铁路企业标识。顶盖范围也持续划分为三条轴，那里的大型玻璃使日光得以直射。车站大堂的三方划分对应于最初在此运营的三家铁路公司：陶努斯铁路、普鲁士国家铁路以及黑森路德维希铁路。外墙的两侧各有一个塔楼。屋顶中央是一个由不伦瑞克雕塑家古斯塔夫·黑罗尔德创作的6.3米高的青铜雕像群：背负地球的阿特拉斯及一同托举、象征蒸汽和电力的人物形象。此外还有象征商业和农业、以及钢铁工业和航运业的人物雕像。
列车大堂与车站大楼的西侧相连。它由五个钢构和玻璃大堂组成，覆盖了186米长的月台。三个较大的大堂宽度为56米、高度为28米；两侧较小的大堂则有31米宽和20米高。月台横道延伸至大堂的整个宽度，这是去往大堂内24条地上站线轨道的通道，只有室外的1a道需要通过1道月台间接到达。与月台横道成直角的月台还可以通过西侧的行人隧道进出。在车站大堂之外，月台与来自不同时代的顶篷依然继续延伸。

### 地下墓穴

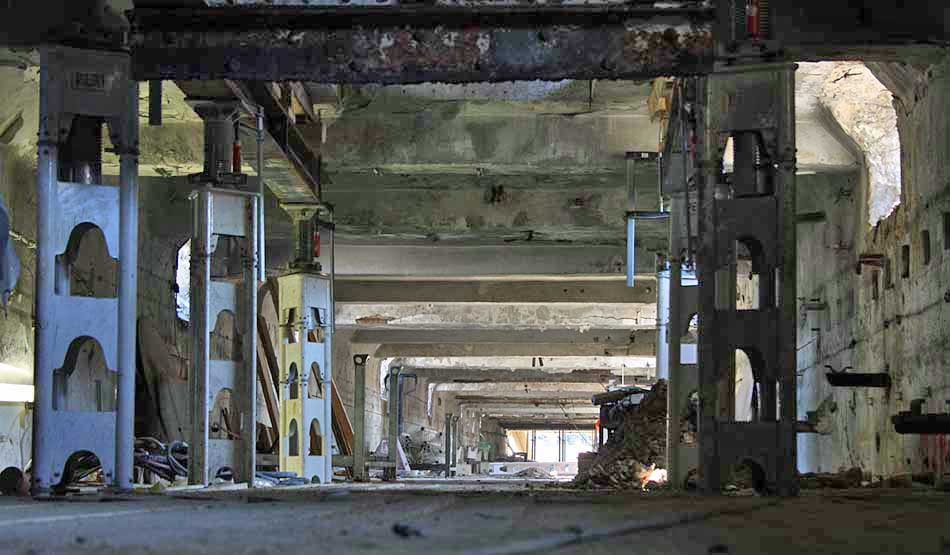
翻新期间的地下墓穴

在车站大堂下方，有一个广阔的隧道系统，那里一直负责处理邮政及行包业务直至1970年代。在当时铁路工人的行话中，它们被称为“地下墓穴”（Katakomben）。在架设用于屋顶翻新的承重脚手架支柱时，“墓穴”成为了一个问题，一些支柱必须从月台上打入到地下层。
地下墓穴内有大量受污染的场所，例如被油浸的地下车间，以前曾为隧道中的柴油拖车提供保养。地下车站上部还设有各种站务室，包括一个用于莱茵-美因快铁运营的信号所。

### 地下车站

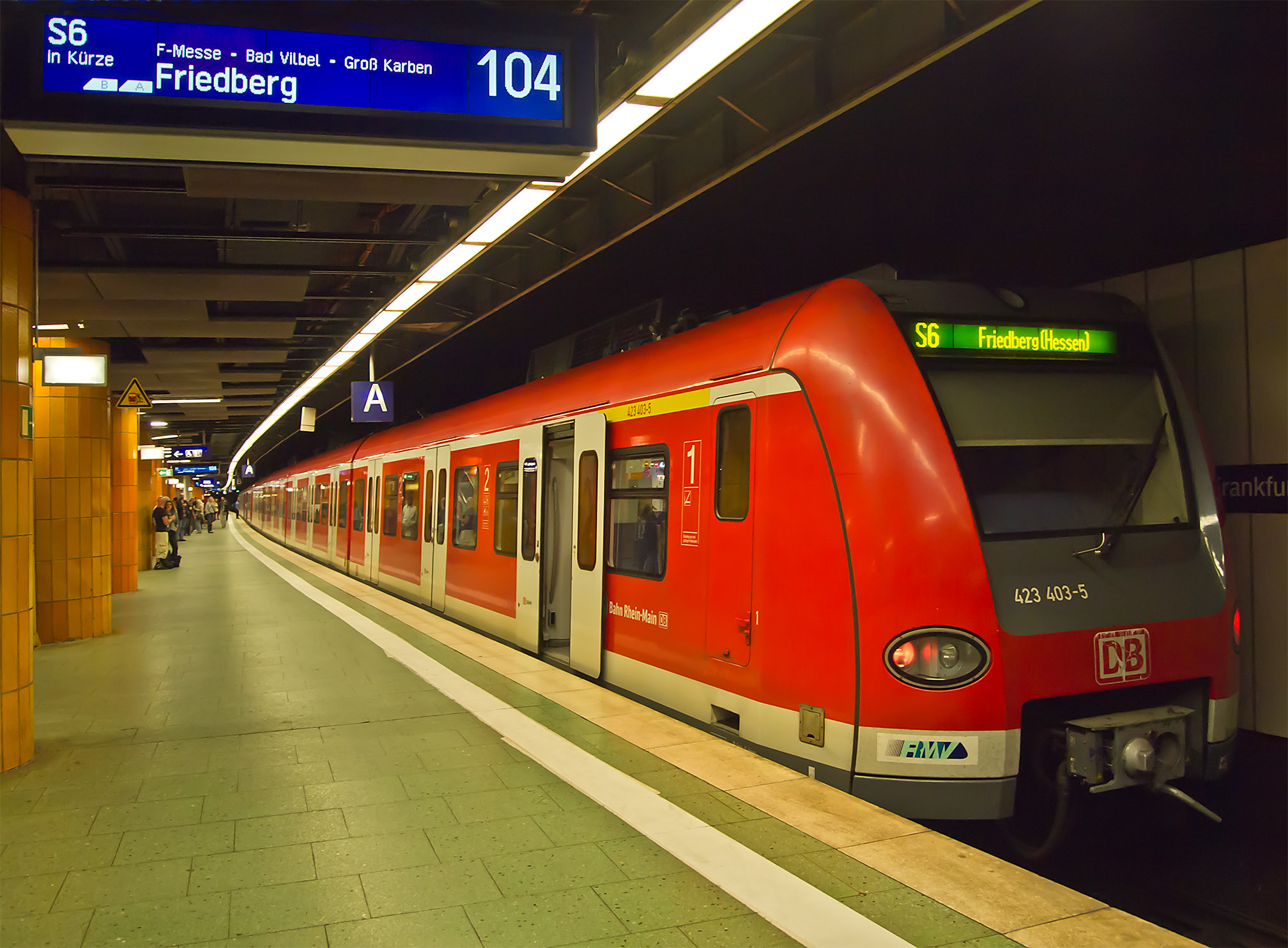
地下车站

地下车站设有四条轨道（101－104道），专门用于快铁运输。它位于D层，可通过B层的通道，从地铁站经由连廊或从月台横道到达。地下车站为S1－S6线、S8线和S9线提供服务，但不包括S7线以及S1线或S8/9线的部分加密班次。

## 使用

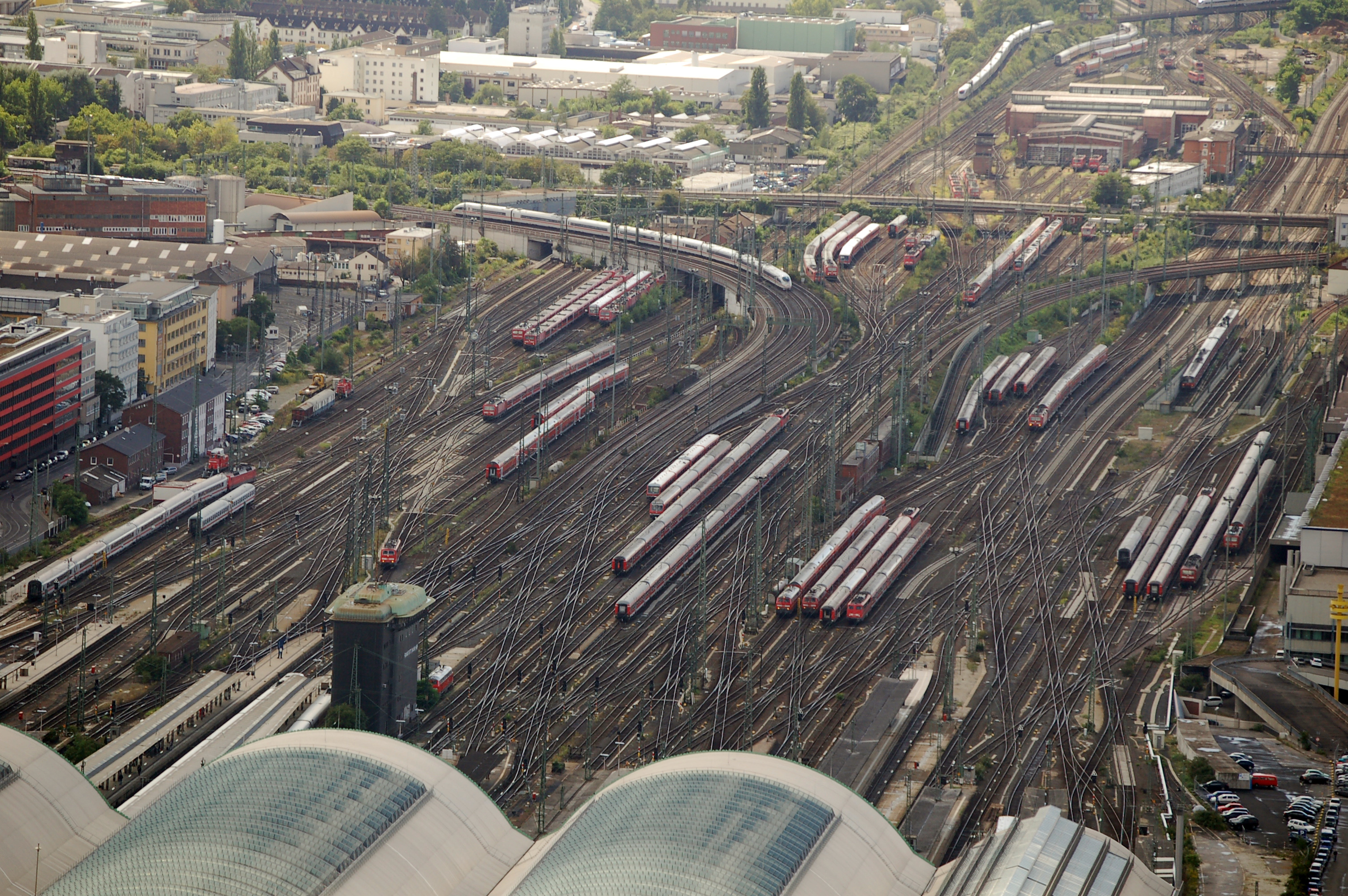
从美因塔观光平台望向轨道前地

在纳粹时期，被屠杀的犹太人是从16軌道执行驱逐出境。2007年11月8日，纪念专列从法兰克福启动。
在长途运输中，22条城际快车路线（ICE）中的12条以及3条城际快车短跑手路线中的2条（截至2010年度运行图）都会经由法兰克福火车总站运行。通过将一些路线转移至机场长途车站和南站将可缓解火车总站的负荷：两条城际快车路线图定仅在机场停靠，其中一条会继续前往南站。自2007年6月起，法兰克福火车总站已通过城际快车路线与巴黎相连。自2009年以来，法国高速列车（TGV）也提供每日一班往返巴黎的服务，2012年又进一步开通马赛班次。
在区域运输中，火车总站是莱茵-美因交通集团（RMV）的主要枢纽。共有15条RMV路线于此始发及终到，图定开行有通往威斯巴登、美因茨、科布伦茨、新维德、兰河畔林堡、卡塞尔、吉森、马尔堡、特雷萨、弗里德贝格、尼达、格劳堡-施托克海姆、韦茨拉尔、黑博恩、迪伦堡、海格尔、锡根、美因河畔奥芬巴赫、哈瑙、韦希特斯巴赫、巴特索登-萨尔明斯特、富尔达、阿沙芬堡、维尔茨堡、纽伦堡、达姆施塔特、曼海姆、海德堡、迪堡、埃尔巴赫、埃伯巴赫、沃尔姆斯和萨尔布吕肯等地的班次。此外，法兰克福-柯尼希施泰因铁路（FKE）也开行有通往陶努斯山区柯尼希施泰因（柯尼希施泰因线）和瓦尔德索尔姆斯-布兰多贝恩多夫（陶努斯线）的班次。火车总站在莱茵-美因快铁的运营中也发挥着核心作用，其中S7线是唯一在地上车站到发的快铁线路。
火车总站由法兰克福市政交通公司（VGF）提供市内短途运输服务。有轨电车11、12、14、16、17、20和21号线以及苹果酒快线的列车都在站前广场的中央有轨电车站停靠。此外，火车总站还在慕尼黑街（火车总站/慕尼黑街站）和车站大楼南侧（火车总站南站）都设有电车站；共和国广场站也位于北出口附近。地铁U4和U5线，巴士33、37、46和64号线以及深宵巴士n8和n83号线都在火车总站停靠。

## 交通联系
根据德国铁路发布的数据，截至2008年，每天共有342班长途列车、290列短途列车和1100班快铁列车在法兰克福火车总站到发。

### 长途运输
法兰克福火车总站是德国最重要的铁路枢纽之一。在繁忙时期，每日约有400班长途列车在此停靠。在德国铁路运营的33条长途客运路线中，每天至少有四对班次通过15个节点，而法兰克福总站正是这些节点的中心。这些路线主要为两小时发出一班，但以类似经由叠加的多条路线通常会加密成一小时的周期，往科隆和柏林方向甚至只有半小时1班的间隔。欧洲夜车和夜捷列车开行的夜间班次在法兰克福则主要停靠机场长途车站和南站。
| 路线   | 经由 | 经由 | 经由 | 经由 | 经由 | 经由 | 经由 | 频率        |
| ------ | --- | --- | --- | --- | --- | --- | --- | ----------- |
| ICE 4  | （基尔 －） 汉堡 － 汉诺威 － 卡塞尔-威廉丘 － 法兰克福 （－ 达姆施塔特）                                                                                 | （基尔 －） 汉堡 － 汉诺威 － 卡塞尔-威廉丘 － 法兰克福 （－ 达姆施塔特）                                                                                 | （基尔 －） 汉堡 － 汉诺威 － 卡塞尔-威廉丘 － 法兰克福 （－ 达姆施塔特）                                                                                 | （基尔 －） 汉堡 － 汉诺威 － 卡塞尔-威廉丘 － 法兰克福 （－ 达姆施塔特）                                                                                 | （基尔 －） 汉堡 － 汉诺威 － 卡塞尔-威廉丘 － 法兰克福 （－ 达姆施塔特）                                                                                 | （基尔 －） 汉堡 － 汉诺威 － 卡塞尔-威廉丘 － 法兰克福 （－ 达姆施塔特）                                                                                 | （基尔 －） 汉堡 － 汉诺威 － 卡塞尔-威廉丘 － 法兰克福 （－ 达姆施塔特）                                                                                 | 一对班次    |
| ICE 11 | （汉堡-阿尔托纳 － 汉堡 －） 柏林 － 莱比锡 － 埃尔福特 － 富尔达 － 法兰克福 － 曼海姆 － 斯图加特 － 乌尔姆 － 奥格斯堡 － 慕尼黑                       | （汉堡-阿尔托纳 － 汉堡 －） 柏林 － 莱比锡 － 埃尔福特 － 富尔达 － 法兰克福 － 曼海姆 － 斯图加特 － 乌尔姆 － 奥格斯堡 － 慕尼黑                       | （汉堡-阿尔托纳 － 汉堡 －） 柏林 － 莱比锡 － 埃尔福特 － 富尔达 － 法兰克福 － 曼海姆 － 斯图加特 － 乌尔姆 － 奥格斯堡 － 慕尼黑                       | （汉堡-阿尔托纳 － 汉堡 －） 柏林 － 莱比锡 － 埃尔福特 － 富尔达 － 法兰克福 － 曼海姆 － 斯图加特 － 乌尔姆 － 奥格斯堡 － 慕尼黑                       | （汉堡-阿尔托纳 － 汉堡 －） 柏林 － 莱比锡 － 埃尔福特 － 富尔达 － 法兰克福 － 曼海姆 － 斯图加特 － 乌尔姆 － 奥格斯堡 － 慕尼黑                       | （汉堡-阿尔托纳 － 汉堡 －） 柏林 － 莱比锡 － 埃尔福特 － 富尔达 － 法兰克福 － 曼海姆 － 斯图加特 － 乌尔姆 － 奥格斯堡 － 慕尼黑                       | （汉堡-阿尔托纳 － 汉堡 －） 柏林 － 莱比锡 － 埃尔福特 － 富尔达 － 法兰克福 － 曼海姆 － 斯图加特 － 乌尔姆 － 奥格斯堡 － 慕尼黑                       | 两小时1班   |
| ICE 12 | 柏林 － 不伦瑞克 － 哥廷根 － 卡塞尔-威廉丘 － 富尔达 － 法兰克福 － 曼海姆 － 卡尔斯鲁厄 － 弗赖堡 － 巴塞尔 （－ 伯尔尼 － 因特拉肯）                   | 柏林 － 不伦瑞克 － 哥廷根 － 卡塞尔-威廉丘 － 富尔达 － 法兰克福 － 曼海姆 － 卡尔斯鲁厄 － 弗赖堡 － 巴塞尔 （－ 伯尔尼 － 因特拉肯）                   | 柏林 － 不伦瑞克 － 哥廷根 － 卡塞尔-威廉丘 － 富尔达 － 法兰克福 － 曼海姆 － 卡尔斯鲁厄 － 弗赖堡 － 巴塞尔 （－ 伯尔尼 － 因特拉肯）                   | 柏林 － 不伦瑞克 － 哥廷根 － 卡塞尔-威廉丘 － 富尔达 － 法兰克福 － 曼海姆 － 卡尔斯鲁厄 － 弗赖堡 － 巴塞尔 （－ 伯尔尼 － 因特拉肯）                   | 柏林 － 不伦瑞克 － 哥廷根 － 卡塞尔-威廉丘 － 富尔达 － 法兰克福 － 曼海姆 － 卡尔斯鲁厄 － 弗赖堡 － 巴塞尔 （－ 伯尔尼 － 因特拉肯）                   | 柏林 － 不伦瑞克 － 哥廷根 － 卡塞尔-威廉丘 － 富尔达 － 法兰克福 － 曼海姆 － 卡尔斯鲁厄 － 弗赖堡 － 巴塞尔 （－ 伯尔尼 － 因特拉肯）                   | 柏林 － 不伦瑞克 － 哥廷根 － 卡塞尔-威廉丘 － 富尔达 － 法兰克福 － 曼海姆 － 卡尔斯鲁厄 － 弗赖堡 － 巴塞尔 （－ 伯尔尼 － 因特拉肯）                   | 两小时1班   |
| ICE 13 | 柏林东 － 柏林 － 不伦瑞克 － 哥廷根 － 卡塞尔-威廉丘 － 富尔达 － 法兰克福                                                                               | 柏林东 － 柏林 － 不伦瑞克 － 哥廷根 － 卡塞尔-威廉丘 － 富尔达 － 法兰克福                                                                               | 柏林东 － 柏林 － 不伦瑞克 － 哥廷根 － 卡塞尔-威廉丘 － 富尔达 － 法兰克福                                                                               | 柏林东 － 柏林 － 不伦瑞克 － 哥廷根 － 卡塞尔-威廉丘 － 富尔达 － 法兰克福                                                                               | 柏林东 － 柏林 － 不伦瑞克 － 哥廷根 － 卡塞尔-威廉丘 － 富尔达 － 法兰克福                                                                               | 柏林东 － 柏林 － 不伦瑞克 － 哥廷根 － 卡塞尔-威廉丘 － 富尔达 － 法兰克福                                                                               | 柏林东 － 柏林 － 不伦瑞克 － 哥廷根 － 卡塞尔-威廉丘 － 富尔达 － 法兰克福                                                                               | 个别班次    |
| ICE 15 | （瓦尔内明德 － 罗斯托克 － 诺伊斯特雷利茨 －） 柏林 － 哈勒 － 埃尔福特 － 法兰克福                                                                      | （瓦尔内明德 － 罗斯托克 － 诺伊斯特雷利茨 －） 柏林 － 哈勒 － 埃尔福特 － 法兰克福                                                                      | （瓦尔内明德 － 罗斯托克 － 诺伊斯特雷利茨 －） 柏林 － 哈勒 － 埃尔福特 － 法兰克福                                                                      | （瓦尔内明德 － 罗斯托克 － 诺伊斯特雷利茨 －） 柏林 － 哈勒 － 埃尔福特 － 法兰克福                                                                      | （瓦尔内明德 － 罗斯托克 － 诺伊斯特雷利茨 －） 柏林 － 哈勒 － 埃尔福特 － 法兰克福                                                                      | （瓦尔内明德 － 罗斯托克 － 诺伊斯特雷利茨 －） 柏林 － 哈勒 － 埃尔福特 － 法兰克福                                                                      | （瓦尔内明德 － 罗斯托克 － 诺伊斯特雷利茨 －） 柏林 － 哈勒 － 埃尔福特 － 法兰克福                                                                      | 两小时1班   |
| ICE 20 | （基尔 －） 汉堡 － 汉诺威 － 哥廷根 － 卡塞尔-威廉丘 － 富尔达 － 法兰克福 － 曼海姆 － 卡尔斯鲁厄 － 弗赖堡 － 巴塞尔 － 苏黎世 （－ 库尔）             | （基尔 －） 汉堡 － 汉诺威 － 哥廷根 － 卡塞尔-威廉丘 － 富尔达 － 法兰克福 － 曼海姆 － 卡尔斯鲁厄 － 弗赖堡 － 巴塞尔 － 苏黎世 （－ 库尔）             | （基尔 －） 汉堡 － 汉诺威 － 哥廷根 － 卡塞尔-威廉丘 － 富尔达 － 法兰克福 － 曼海姆 － 卡尔斯鲁厄 － 弗赖堡 － 巴塞尔 － 苏黎世 （－ 库尔）             | （基尔 －） 汉堡 － 汉诺威 － 哥廷根 － 卡塞尔-威廉丘 － 富尔达 － 法兰克福 － 曼海姆 － 卡尔斯鲁厄 － 弗赖堡 － 巴塞尔 － 苏黎世 （－ 库尔）             | （基尔 －） 汉堡 － 汉诺威 － 哥廷根 － 卡塞尔-威廉丘 － 富尔达 － 法兰克福 － 曼海姆 － 卡尔斯鲁厄 － 弗赖堡 － 巴塞尔 － 苏黎世 （－ 库尔）             | （基尔 －） 汉堡 － 汉诺威 － 哥廷根 － 卡塞尔-威廉丘 － 富尔达 － 法兰克福 － 曼海姆 － 卡尔斯鲁厄 － 弗赖堡 － 巴塞尔 － 苏黎世 （－ 库尔）             | （基尔 －） 汉堡 － 汉诺威 － 哥廷根 － 卡塞尔-威廉丘 － 富尔达 － 法兰克福 － 曼海姆 － 卡尔斯鲁厄 － 弗赖堡 － 巴塞尔 － 苏黎世 （－ 库尔）             | 两小时1班   |
| ICE 22 | （基尔 － 新明斯特 －） | （基尔 － 新明斯特 －） | 汉堡 － | 汉诺威 － 哥廷根 － 卡塞尔-威廉丘 － 富尔达 － 法兰克福 － 法兰克福机场 － 曼海姆 － 斯图加特                                                             | 汉诺威 － 哥廷根 － 卡塞尔-威廉丘 － 富尔达 － 法兰克福 － 法兰克福机场 － 曼海姆 － 斯图加特                                                             | 汉诺威 － 哥廷根 － 卡塞尔-威廉丘 － 富尔达 － 法兰克福 － 法兰克福机场 － 曼海姆 － 斯图加特                                                             | 汉诺威 － 哥廷根 － 卡塞尔-威廉丘 － 富尔达 － 法兰克福 － 法兰克福机场 － 曼海姆 － 斯图加特                                                             | 两小时1班   |
| ICE 22 | 汉堡-阿尔托纳 － | | 汉堡 － | 汉诺威 － 哥廷根 － 卡塞尔-威廉丘 － 富尔达 － 法兰克福 － 法兰克福机场 － 曼海姆 － 斯图加特                                                             | 汉诺威 － 哥廷根 － 卡塞尔-威廉丘 － 富尔达 － 法兰克福 － 法兰克福机场 － 曼海姆 － 斯图加特                                                             | 汉诺威 － 哥廷根 － 卡塞尔-威廉丘 － 富尔达 － 法兰克福 － 法兰克福机场 － 曼海姆 － 斯图加特                                                             | 汉诺威 － 哥廷根 － 卡塞尔-威廉丘 － 富尔达 － 法兰克福 － 法兰克福机场 － 曼海姆 － 斯图加特                                                             | 两小时1班   |
| ICE 22 | （奥尔登堡 － 不来梅 －） | | | 汉诺威 － 哥廷根 － 卡塞尔-威廉丘 － 富尔达 － 法兰克福 － 法兰克福机场 － 曼海姆 － 斯图加特                                                             | 汉诺威 － 哥廷根 － 卡塞尔-威廉丘 － 富尔达 － 法兰克福 － 法兰克福机场 － 曼海姆 － 斯图加特                                                             | 汉诺威 － 哥廷根 － 卡塞尔-威廉丘 － 富尔达 － 法兰克福 － 法兰克福机场 － 曼海姆 － 斯图加特                                                             | 汉诺威 － 哥廷根 － 卡塞尔-威廉丘 － 富尔达 － 法兰克福 － 法兰克福机场 － 曼海姆 － 斯图加特                                                             | 两小时1班   |
| ICE 26 | （宾茨 － 施特拉尔松德 － 罗斯托克 － 什未林 －） 汉堡 － 汉诺威 － 哥廷根 － 卡塞尔-威廉丘 － 吉森 － 法兰克福 － 达姆施塔特 － 海德堡 － 卡尔斯鲁厄     | （宾茨 － 施特拉尔松德 － 罗斯托克 － 什未林 －） 汉堡 － 汉诺威 － 哥廷根 － 卡塞尔-威廉丘 － 吉森 － 法兰克福 － 达姆施塔特 － 海德堡 － 卡尔斯鲁厄     | （宾茨 － 施特拉尔松德 － 罗斯托克 － 什未林 －） 汉堡 － 汉诺威 － 哥廷根 － 卡塞尔-威廉丘 － 吉森 － 法兰克福 － 达姆施塔特 － 海德堡 － 卡尔斯鲁厄     | （宾茨 － 施特拉尔松德 － 罗斯托克 － 什未林 －） 汉堡 － 汉诺威 － 哥廷根 － 卡塞尔-威廉丘 － 吉森 － 法兰克福 － 达姆施塔特 － 海德堡 － 卡尔斯鲁厄     | （宾茨 － 施特拉尔松德 － 罗斯托克 － 什未林 －） 汉堡 － 汉诺威 － 哥廷根 － 卡塞尔-威廉丘 － 吉森 － 法兰克福 － 达姆施塔特 － 海德堡 － 卡尔斯鲁厄     | （宾茨 － 施特拉尔松德 － 罗斯托克 － 什未林 －） 汉堡 － 汉诺威 － 哥廷根 － 卡塞尔-威廉丘 － 吉森 － 法兰克福 － 达姆施塔特 － 海德堡 － 卡尔斯鲁厄     | （宾茨 － 施特拉尔松德 － 罗斯托克 － 什未林 －） 汉堡 － 汉诺威 － 哥廷根 － 卡塞尔-威廉丘 － 吉森 － 法兰克福 － 达姆施塔特 － 海德堡 － 卡尔斯鲁厄     | 两小时1班   |
| ICE 31 | 基尔 － 新明斯特 － | 基尔 － 新明斯特 － | 汉堡 － 不来梅 － 明斯特 － 多特蒙德 － 伍珀塔尔 － 科隆 － 波恩 － 美因茨 － 法兰克福 － 维尔茨堡 － 纽伦堡 －                                           | 汉堡 － 不来梅 － 明斯特 － 多特蒙德 － 伍珀塔尔 － 科隆 － 波恩 － 美因茨 － 法兰克福 － 维尔茨堡 － 纽伦堡 －                                           | 汉堡 － 不来梅 － 明斯特 － 多特蒙德 － 伍珀塔尔 － 科隆 － 波恩 － 美因茨 － 法兰克福 － 维尔茨堡 － 纽伦堡 －                                           | 汉堡 － 不来梅 － 明斯特 － 多特蒙德 － 伍珀塔尔 － 科隆 － 波恩 － 美因茨 － 法兰克福 － 维尔茨堡 － 纽伦堡 －                                           | 雷根斯堡 － 帕绍 | 两小时1班   |
| ICE 31 | 汉堡-阿尔托纳 － | 汉堡-阿尔托纳 － | 汉堡 － 不来梅 － 明斯特 － 多特蒙德 － 伍珀塔尔 － 科隆 － 波恩 － 美因茨 － 法兰克福 － 维尔茨堡 － 纽伦堡 －                                           | 汉堡 － 不来梅 － 明斯特 － 多特蒙德 － 伍珀塔尔 － 科隆 － 波恩 － 美因茨 － 法兰克福 － 维尔茨堡 － 纽伦堡 －                                           | 汉堡 － 不来梅 － 明斯特 － 多特蒙德 － 伍珀塔尔 － 科隆 － 波恩 － 美因茨 － 法兰克福 － 维尔茨堡 － 纽伦堡 －                                           | 汉堡 － 不来梅 － 明斯特 － 多特蒙德 － 伍珀塔尔 － 科隆 － 波恩 － 美因茨 － 法兰克福 － 维尔茨堡 － 纽伦堡 －                                           | 因戈尔施塔特 － 慕尼黑 | 两小时1班   |
| ICE 41 | （多特蒙德 － 波鸿 －） 埃森 － 杜伊斯堡 － 杜塞尔多夫 － 科隆展会/道依茨 － 法兰克福机场 － 法兰克福 － 阿沙芬堡 － 维尔茨堡 － 纽伦堡 － 慕尼黑         | （多特蒙德 － 波鸿 －） 埃森 － 杜伊斯堡 － 杜塞尔多夫 － 科隆展会/道依茨 － 法兰克福机场 － 法兰克福 － 阿沙芬堡 － 维尔茨堡 － 纽伦堡 － 慕尼黑         | （多特蒙德 － 波鸿 －） 埃森 － 杜伊斯堡 － 杜塞尔多夫 － 科隆展会/道依茨 － 法兰克福机场 － 法兰克福 － 阿沙芬堡 － 维尔茨堡 － 纽伦堡 － 慕尼黑         | （多特蒙德 － 波鸿 －） 埃森 － 杜伊斯堡 － 杜塞尔多夫 － 科隆展会/道依茨 － 法兰克福机场 － 法兰克福 － 阿沙芬堡 － 维尔茨堡 － 纽伦堡 － 慕尼黑         | （多特蒙德 － 波鸿 －） 埃森 － 杜伊斯堡 － 杜塞尔多夫 － 科隆展会/道依茨 － 法兰克福机场 － 法兰克福 － 阿沙芬堡 － 维尔茨堡 － 纽伦堡 － 慕尼黑         | （多特蒙德 － 波鸿 －） 埃森 － 杜伊斯堡 － 杜塞尔多夫 － 科隆展会/道依茨 － 法兰克福机场 － 法兰克福 － 阿沙芬堡 － 维尔茨堡 － 纽伦堡 － 慕尼黑         | （多特蒙德 － 波鸿 －） 埃森 － 杜伊斯堡 － 杜塞尔多夫 － 科隆展会/道依茨 － 法兰克福机场 － 法兰克福 － 阿沙芬堡 － 维尔茨堡 － 纽伦堡 － 慕尼黑         | 每小时1班   |
| ICE 49 | 科隆 － 锡格堡/波恩 － 蒙塔鲍尔 － 林堡南 － 法兰克福机场 － 法兰克福                                                                                     | 科隆 － 锡格堡/波恩 － 蒙塔鲍尔 － 林堡南 － 法兰克福机场 － 法兰克福                                                                                     | 科隆 － 锡格堡/波恩 － 蒙塔鲍尔 － 林堡南 － 法兰克福机场 － 法兰克福                                                                                     | 科隆 － 锡格堡/波恩 － 蒙塔鲍尔 － 林堡南 － 法兰克福机场 － 法兰克福                                                                                     | 科隆 － 锡格堡/波恩 － 蒙塔鲍尔 － 林堡南 － 法兰克福机场 － 法兰克福                                                                                     | 科隆 － 锡格堡/波恩 － 蒙塔鲍尔 － 林堡南 － 法兰克福机场 － 法兰克福                                                                                     | 科隆 － 锡格堡/波恩 － 蒙塔鲍尔 － 林堡南 － 法兰克福机场 － 法兰克福                                                                                     | 个别班次    |
| ICE 50 | 德累斯顿 － 莱比锡 － 埃尔福特 － 艾森纳赫 － 富尔达 － 法兰克福 － 法兰克福机场 － 美因茨 － 威斯巴登                                                    | 德累斯顿 － 莱比锡 － 埃尔福特 － 艾森纳赫 － 富尔达 － 法兰克福 － 法兰克福机场 － 美因茨 － 威斯巴登                                                    | 德累斯顿 － 莱比锡 － 埃尔福特 － 艾森纳赫 － 富尔达 － 法兰克福 － 法兰克福机场 － 美因茨 － 威斯巴登                                                    | 德累斯顿 － 莱比锡 － 埃尔福特 － 艾森纳赫 － 富尔达 － 法兰克福 － 法兰克福机场 － 美因茨 － 威斯巴登                                                    | 德累斯顿 － 莱比锡 － 埃尔福特 － 艾森纳赫 － 富尔达 － 法兰克福 － 法兰克福机场 － 美因茨 － 威斯巴登                                                    | 德累斯顿 － 莱比锡 － 埃尔福特 － 艾森纳赫 － 富尔达 － 法兰克福 － 法兰克福机场 － 美因茨 － 威斯巴登                                                    | 德累斯顿 － 莱比锡 － 埃尔福特 － 艾森纳赫 － 富尔达 － 法兰克福 － 法兰克福机场 － 美因茨 － 威斯巴登                                                    | 两小时1班   |
| ICE 78 | 阿姆斯特丹 － 乌得勒支 － 阿纳姆 － 奥伯豪森 － 杜伊斯堡 － 杜塞尔多夫 － 科隆 － 法兰克福机场 － 法兰克福                                                | 阿姆斯特丹 － 乌得勒支 － 阿纳姆 － 奥伯豪森 － 杜伊斯堡 － 杜塞尔多夫 － 科隆 － 法兰克福机场 － 法兰克福                                                | 阿姆斯特丹 － 乌得勒支 － 阿纳姆 － 奥伯豪森 － 杜伊斯堡 － 杜塞尔多夫 － 科隆 － 法兰克福机场 － 法兰克福                                                | 阿姆斯特丹 － 乌得勒支 － 阿纳姆 － 奥伯豪森 － 杜伊斯堡 － 杜塞尔多夫 － 科隆 － 法兰克福机场 － 法兰克福                                                | 阿姆斯特丹 － 乌得勒支 － 阿纳姆 － 奥伯豪森 － 杜伊斯堡 － 杜塞尔多夫 － 科隆 － 法兰克福机场 － 法兰克福                                                | 阿姆斯特丹 － 乌得勒支 － 阿纳姆 － 奥伯豪森 － 杜伊斯堡 － 杜塞尔多夫 － 科隆 － 法兰克福机场 － 法兰克福                                                | 阿姆斯特丹 － 乌得勒支 － 阿纳姆 － 奥伯豪森 － 杜伊斯堡 － 杜塞尔多夫 － 科隆 － 法兰克福机场 － 法兰克福                                                | 两小时1班   |
| ICE 79 | 布鲁塞尔 － 列日 － 亚琛 － 科隆 － 法兰克福机场 － 法兰克福                                                                                              | 布鲁塞尔 － 列日 － 亚琛 － 科隆 － 法兰克福机场 － 法兰克福                                                                                              | 布鲁塞尔 － 列日 － 亚琛 － 科隆 － 法兰克福机场 － 法兰克福                                                                                              | 布鲁塞尔 － 列日 － 亚琛 － 科隆 － 法兰克福机场 － 法兰克福                                                                                              | 布鲁塞尔 － 列日 － 亚琛 － 科隆 － 法兰克福机场 － 法兰克福                                                                                              | 布鲁塞尔 － 列日 － 亚琛 － 科隆 － 法兰克福机场 － 法兰克福                                                                                              | 布鲁塞尔 － 列日 － 亚琛 － 科隆 － 法兰克福机场 － 法兰克福                                                                                              | 两小时1班   |
| ICE 82 | 法兰克福 － 曼海姆 － | 法兰克福 － 曼海姆 － | 法兰克福 － 曼海姆 － | 凯泽斯劳滕 － 萨尔布吕肯 － | 凯泽斯劳滕 － 萨尔布吕肯 － | 凯泽斯劳滕 － 萨尔布吕肯 － | 巴黎 | 两小时1班   |
| ICE 82 | 法兰克福 － 曼海姆 － | 法兰克福 － 曼海姆 － | 法兰克福 － 曼海姆 － | 卡尔斯鲁厄 － 斯特拉斯堡 － | | | 巴黎 | 两小时1班   |
| ICE 84 | 法兰克福 － 曼海姆 － 卡尔斯鲁厄 － 斯特拉斯堡 － 米卢斯 － 贝尔福-蒙贝利亚尔 － 贝桑松 － 沙隆 － 里昂 － 阿维尼翁 － 艾克斯 － 马赛                     | 法兰克福 － 曼海姆 － 卡尔斯鲁厄 － 斯特拉斯堡 － 米卢斯 － 贝尔福-蒙贝利亚尔 － 贝桑松 － 沙隆 － 里昂 － 阿维尼翁 － 艾克斯 － 马赛                     | 法兰克福 － 曼海姆 － 卡尔斯鲁厄 － 斯特拉斯堡 － 米卢斯 － 贝尔福-蒙贝利亚尔 － 贝桑松 － 沙隆 － 里昂 － 阿维尼翁 － 艾克斯 － 马赛                     | 法兰克福 － 曼海姆 － 卡尔斯鲁厄 － 斯特拉斯堡 － 米卢斯 － 贝尔福-蒙贝利亚尔 － 贝桑松 － 沙隆 － 里昂 － 阿维尼翁 － 艾克斯 － 马赛                     | 法兰克福 － 曼海姆 － 卡尔斯鲁厄 － 斯特拉斯堡 － 米卢斯 － 贝尔福-蒙贝利亚尔 － 贝桑松 － 沙隆 － 里昂 － 阿维尼翁 － 艾克斯 － 马赛                     | 法兰克福 － 曼海姆 － 卡尔斯鲁厄 － 斯特拉斯堡 － 米卢斯 － 贝尔福-蒙贝利亚尔 － 贝桑松 － 沙隆 － 里昂 － 阿维尼翁 － 艾克斯 － 马赛                     | 法兰克福 － 曼海姆 － 卡尔斯鲁厄 － 斯特拉斯堡 － 米卢斯 － 贝尔福-蒙贝利亚尔 － 贝桑松 － 沙隆 － 里昂 － 阿维尼翁 － 艾克斯 － 马赛                     | 1对班次     |
| ECE 85 | 法兰克福 － 曼海姆 － 卡尔斯鲁厄 － 弗赖堡 － 巴塞尔 － 奥尔滕 －                                                                                         | 法兰克福 － 曼海姆 － 卡尔斯鲁厄 － 弗赖堡 － 巴塞尔 － 奥尔滕 －                                                                                         | 法兰克福 － 曼海姆 － 卡尔斯鲁厄 － 弗赖堡 － 巴塞尔 － 奥尔滕 －                                                                                         | 法兰克福 － 曼海姆 － 卡尔斯鲁厄 － 弗赖堡 － 巴塞尔 － 奥尔滕 －                                                                                         | 下行：卢塞恩 － 阿尔特-戈尔道 － 贝林佐纳 － 卢加诺 － 基亚索 － 科莫 － 蒙扎 －                                                                          | 下行：卢塞恩 － 阿尔特-戈尔道 － 贝林佐纳 － 卢加诺 － 基亚索 － 科莫 － 蒙扎 －                                                                          | 米兰 | 1对班次     |
| ECE 85 | 法兰克福 － 曼海姆 － 卡尔斯鲁厄 － 弗赖堡 － 巴塞尔 － 奥尔滕 －                                                                                         | 法兰克福 － 曼海姆 － 卡尔斯鲁厄 － 弗赖堡 － 巴塞尔 － 奥尔滕 －                                                                                         | 法兰克福 － 曼海姆 － 卡尔斯鲁厄 － 弗赖堡 － 巴塞尔 － 奥尔滕 －                                                                                         | 法兰克福 － 曼海姆 － 卡尔斯鲁厄 － 弗赖堡 － 巴塞尔 － 奥尔滕 －                                                                                         | 上行：伯尔尼 － 图恩 － 施皮茨 － 菲斯普 － 布里格 － 多莫多索拉 － 斯特雷萨 －                                                                           | | 米兰 | 1对班次     |
| RJ 90  | 法兰克福 － 曼海姆 － 斯图加特 － 乌尔姆 － 奥格斯堡 － 慕尼黑 － 罗森海姆 － 萨尔茨堡 － 林茨 － 圣帕尔滕 － 维也纳 － 海吉什豪洛姆 － 杰尔 － 布达佩斯  | 法兰克福 － 曼海姆 － 斯图加特 － 乌尔姆 － 奥格斯堡 － 慕尼黑 － 罗森海姆 － 萨尔茨堡 － 林茨 － 圣帕尔滕 － 维也纳 － 海吉什豪洛姆 － 杰尔 － 布达佩斯  | 法兰克福 － 曼海姆 － 斯图加特 － 乌尔姆 － 奥格斯堡 － 慕尼黑 － 罗森海姆 － 萨尔茨堡 － 林茨 － 圣帕尔滕 － 维也纳 － 海吉什豪洛姆 － 杰尔 － 布达佩斯  | 法兰克福 － 曼海姆 － 斯图加特 － 乌尔姆 － 奥格斯堡 － 慕尼黑 － 罗森海姆 － 萨尔茨堡 － 林茨 － 圣帕尔滕 － 维也纳 － 海吉什豪洛姆 － 杰尔 － 布达佩斯  | 法兰克福 － 曼海姆 － 斯图加特 － 乌尔姆 － 奥格斯堡 － 慕尼黑 － 罗森海姆 － 萨尔茨堡 － 林茨 － 圣帕尔滕 － 维也纳 － 海吉什豪洛姆 － 杰尔 － 布达佩斯  | 法兰克福 － 曼海姆 － 斯图加特 － 乌尔姆 － 奥格斯堡 － 慕尼黑 － 罗森海姆 － 萨尔茨堡 － 林茨 － 圣帕尔滕 － 维也纳 － 海吉什豪洛姆 － 杰尔 － 布达佩斯  | 法兰克福 － 曼海姆 － 斯图加特 － 乌尔姆 － 奥格斯堡 － 慕尼黑 － 罗森海姆 － 萨尔茨堡 － 林茨 － 圣帕尔滕 － 维也纳 － 海吉什豪洛姆 － 杰尔 － 布达佩斯  | 周末1对班次 |
| ICE 91 | （多特蒙德 － 科隆 － 波恩 － 科布伦茨 － 美因茨 －） 法兰克福 － 维尔茨堡 － 纽伦堡 － 雷根斯堡 － 帕绍 － 林茨 － 圣帕尔滕 － 维也纳                    | （多特蒙德 － 科隆 － 波恩 － 科布伦茨 － 美因茨 －） 法兰克福 － 维尔茨堡 － 纽伦堡 － 雷根斯堡 － 帕绍 － 林茨 － 圣帕尔滕 － 维也纳                    | （多特蒙德 － 科隆 － 波恩 － 科布伦茨 － 美因茨 －） 法兰克福 － 维尔茨堡 － 纽伦堡 － 雷根斯堡 － 帕绍 － 林茨 － 圣帕尔滕 － 维也纳                    | （多特蒙德 － 科隆 － 波恩 － 科布伦茨 － 美因茨 －） 法兰克福 － 维尔茨堡 － 纽伦堡 － 雷根斯堡 － 帕绍 － 林茨 － 圣帕尔滕 － 维也纳                    | （多特蒙德 － 科隆 － 波恩 － 科布伦茨 － 美因茨 －） 法兰克福 － 维尔茨堡 － 纽伦堡 － 雷根斯堡 － 帕绍 － 林茨 － 圣帕尔滕 － 维也纳                    | （多特蒙德 － 科隆 － 波恩 － 科布伦茨 － 美因茨 －） 法兰克福 － 维尔茨堡 － 纽伦堡 － 雷根斯堡 － 帕绍 － 林茨 － 圣帕尔滕 － 维也纳                    | （多特蒙德 － 科隆 － 波恩 － 科布伦茨 － 美因茨 －） 法兰克福 － 维尔茨堡 － 纽伦堡 － 雷根斯堡 － 帕绍 － 林茨 － 圣帕尔滕 － 维也纳                    | 两小时1班   |
| IC 26  | 韦斯特兰－ 汉堡 － 汉诺威 － 哥廷根 － 卡塞尔-威廉丘 － 吉森 － 法兰克福 － 达姆施塔特 － 海德堡 － 布鲁赫萨尔 － 卡尔斯鲁厄                              | 韦斯特兰－ 汉堡 － 汉诺威 － 哥廷根 － 卡塞尔-威廉丘 － 吉森 － 法兰克福 － 达姆施塔特 － 海德堡 － 布鲁赫萨尔 － 卡尔斯鲁厄                              | 韦斯特兰－ 汉堡 － 汉诺威 － 哥廷根 － 卡塞尔-威廉丘 － 吉森 － 法兰克福 － 达姆施塔特 － 海德堡 － 布鲁赫萨尔 － 卡尔斯鲁厄                              | 韦斯特兰－ 汉堡 － 汉诺威 － 哥廷根 － 卡塞尔-威廉丘 － 吉森 － 法兰克福 － 达姆施塔特 － 海德堡 － 布鲁赫萨尔 － 卡尔斯鲁厄                              | 韦斯特兰－ 汉堡 － 汉诺威 － 哥廷根 － 卡塞尔-威廉丘 － 吉森 － 法兰克福 － 达姆施塔特 － 海德堡 － 布鲁赫萨尔 － 卡尔斯鲁厄                              | 韦斯特兰－ 汉堡 － 汉诺威 － 哥廷根 － 卡塞尔-威廉丘 － 吉森 － 法兰克福 － 达姆施塔特 － 海德堡 － 布鲁赫萨尔 － 卡尔斯鲁厄                              | 韦斯特兰－ 汉堡 － 汉诺威 － 哥廷根 － 卡塞尔-威廉丘 － 吉森 － 法兰克福 － 达姆施塔特 － 海德堡 － 布鲁赫萨尔 － 卡尔斯鲁厄                              | 1对班次     |
| IC 30  | 汉堡 － 不来梅 － 明斯特 － 多特蒙德 － 埃森 － 杜伊斯堡 － 杜塞尔多夫 － 科隆 － 波恩 － 科布伦茨 － 美因茨 － 法兰克福机场 － 法兰克福                  | 汉堡 － 不来梅 － 明斯特 － 多特蒙德 － 埃森 － 杜伊斯堡 － 杜塞尔多夫 － 科隆 － 波恩 － 科布伦茨 － 美因茨 － 法兰克福机场 － 法兰克福                  | 汉堡 － 不来梅 － 明斯特 － 多特蒙德 － 埃森 － 杜伊斯堡 － 杜塞尔多夫 － 科隆 － 波恩 － 科布伦茨 － 美因茨 － 法兰克福机场 － 法兰克福                  | 汉堡 － 不来梅 － 明斯特 － 多特蒙德 － 埃森 － 杜伊斯堡 － 杜塞尔多夫 － 科隆 － 波恩 － 科布伦茨 － 美因茨 － 法兰克福机场 － 法兰克福                  | 汉堡 － 不来梅 － 明斯特 － 多特蒙德 － 埃森 － 杜伊斯堡 － 杜塞尔多夫 － 科隆 － 波恩 － 科布伦茨 － 美因茨 － 法兰克福机场 － 法兰克福                  | 汉堡 － 不来梅 － 明斯特 － 多特蒙德 － 埃森 － 杜伊斯堡 － 杜塞尔多夫 － 科隆 － 波恩 － 科布伦茨 － 美因茨 － 法兰克福机场 － 法兰克福                  | 汉堡 － 不来梅 － 明斯特 － 多特蒙德 － 埃森 － 杜伊斯堡 － 杜塞尔多夫 － 科隆 － 波恩 － 科布伦茨 － 美因茨 － 法兰克福机场 － 法兰克福                  | 个别班次    |
| IC 31  | （基尔 / 吕贝克 －） 汉堡 － 不来梅 － 明斯特 － 多特蒙德 － 科隆 － 波恩 － 科布伦茨 － 美因茨 － 法兰克福 （－ 维尔茨堡 － 纽伦堡 － 雷根斯堡 － 帕绍） | （基尔 / 吕贝克 －） 汉堡 － 不来梅 － 明斯特 － 多特蒙德 － 科隆 － 波恩 － 科布伦茨 － 美因茨 － 法兰克福 （－ 维尔茨堡 － 纽伦堡 － 雷根斯堡 － 帕绍） | （基尔 / 吕贝克 －） 汉堡 － 不来梅 － 明斯特 － 多特蒙德 － 科隆 － 波恩 － 科布伦茨 － 美因茨 － 法兰克福 （－ 维尔茨堡 － 纽伦堡 － 雷根斯堡 － 帕绍） | （基尔 / 吕贝克 －） 汉堡 － 不来梅 － 明斯特 － 多特蒙德 － 科隆 － 波恩 － 科布伦茨 － 美因茨 － 法兰克福 （－ 维尔茨堡 － 纽伦堡 － 雷根斯堡 － 帕绍） | （基尔 / 吕贝克 －） 汉堡 － 不来梅 － 明斯特 － 多特蒙德 － 科隆 － 波恩 － 科布伦茨 － 美因茨 － 法兰克福 （－ 维尔茨堡 － 纽伦堡 － 雷根斯堡 － 帕绍） | （基尔 / 吕贝克 －） 汉堡 － 不来梅 － 明斯特 － 多特蒙德 － 科隆 － 波恩 － 科布伦茨 － 美因茨 － 法兰克福 （－ 维尔茨堡 － 纽伦堡 － 雷根斯堡 － 帕绍） | （基尔 / 吕贝克 －） 汉堡 － 不来梅 － 明斯特 － 多特蒙德 － 科隆 － 波恩 － 科布伦茨 － 美因茨 － 法兰克福 （－ 维尔茨堡 － 纽伦堡 － 雷根斯堡 － 帕绍） | 两小时1班   |
| IC 50  | 柏林 － 哈勒 － 莱比锡 － 魏玛 － 埃尔福特 － 艾森纳赫 － 富尔达 － 哈瑙 － 法兰克福 － 达姆施塔特 － 海德堡 － 卡尔斯鲁厄                                | 柏林 － 哈勒 － 莱比锡 － 魏玛 － 埃尔福特 － 艾森纳赫 － 富尔达 － 哈瑙 － 法兰克福 － 达姆施塔特 － 海德堡 － 卡尔斯鲁厄                                | 柏林 － 哈勒 － 莱比锡 － 魏玛 － 埃尔福特 － 艾森纳赫 － 富尔达 － 哈瑙 － 法兰克福 － 达姆施塔特 － 海德堡 － 卡尔斯鲁厄                                | 柏林 － 哈勒 － 莱比锡 － 魏玛 － 埃尔福特 － 艾森纳赫 － 富尔达 － 哈瑙 － 法兰克福 － 达姆施塔特 － 海德堡 － 卡尔斯鲁厄                                | 柏林 － 哈勒 － 莱比锡 － 魏玛 － 埃尔福特 － 艾森纳赫 － 富尔达 － 哈瑙 － 法兰克福 － 达姆施塔特 － 海德堡 － 卡尔斯鲁厄                                | 柏林 － 哈勒 － 莱比锡 － 魏玛 － 埃尔福特 － 艾森纳赫 － 富尔达 － 哈瑙 － 法兰克福 － 达姆施塔特 － 海德堡 － 卡尔斯鲁厄                                | 柏林 － 哈勒 － 莱比锡 － 魏玛 － 埃尔福特 － 艾森纳赫 － 富尔达 － 哈瑙 － 法兰克福 － 达姆施塔特 － 海德堡 － 卡尔斯鲁厄                                | 个别班次    |
| EC 62  | 法兰克福 － 达姆施塔特 － 海德堡 － 斯图加特 － 乌尔姆 － 奥格斯堡 － 慕尼黑 － 罗森海姆 － 萨尔茨堡 －                                                   | 法兰克福 － 达姆施塔特 － 海德堡 － 斯图加特 － 乌尔姆 － 奥格斯堡 － 慕尼黑 － 罗森海姆 － 萨尔茨堡 －                                                   | 法兰克福 － 达姆施塔特 － 海德堡 － 斯图加特 － 乌尔姆 － 奥格斯堡 － 慕尼黑 － 罗森海姆 － 萨尔茨堡 －                                                   | 法兰克福 － 达姆施塔特 － 海德堡 － 斯图加特 － 乌尔姆 － 奥格斯堡 － 慕尼黑 － 罗森海姆 － 萨尔茨堡 －                                                   | 法兰克福 － 达姆施塔特 － 海德堡 － 斯图加特 － 乌尔姆 － 奥格斯堡 － 慕尼黑 － 罗森海姆 － 萨尔茨堡 －                                                   | 法兰克福 － 达姆施塔特 － 海德堡 － 斯图加特 － 乌尔姆 － 奥格斯堡 － 慕尼黑 － 罗森海姆 － 萨尔茨堡 －                                                   | 菲拉赫 － 克拉根福 | 2对班次     |
| EC 62  | 法兰克福 － 达姆施塔特 － 海德堡 － 斯图加特 － 乌尔姆 － 奥格斯堡 － 慕尼黑 － 罗森海姆 － 萨尔茨堡 －                                                   | 法兰克福 － 达姆施塔特 － 海德堡 － 斯图加特 － 乌尔姆 － 奥格斯堡 － 慕尼黑 － 罗森海姆 － 萨尔茨堡 －                                                   | 法兰克福 － 达姆施塔特 － 海德堡 － 斯图加特 － 乌尔姆 － 奥格斯堡 － 慕尼黑 － 罗森海姆 － 萨尔茨堡 －                                                   | 法兰克福 － 达姆施塔特 － 海德堡 － 斯图加特 － 乌尔姆 － 奥格斯堡 － 慕尼黑 － 罗森海姆 － 萨尔茨堡 －                                                   | 法兰克福 － 达姆施塔特 － 海德堡 － 斯图加特 － 乌尔姆 － 奥格斯堡 － 慕尼黑 － 罗森海姆 － 萨尔茨堡 －                                                   | 法兰克福 － 达姆施塔特 － 海德堡 － 斯图加特 － 乌尔姆 － 奥格斯堡 － 慕尼黑 － 罗森海姆 － 萨尔茨堡 －                                                   | 格拉茨 | 2对班次     |

在1960年代末，每天有逾1200班列车在法兰克福进出。凭借日均260班长途列车图定通过法兰克福火车总站的运量，该站于1989年的夏季运行图中成为德国联邦铁路网络中的八大枢纽之一。在2004年度运行图中，日均则有470班图定长途列车到发，使法兰克福枢纽（含火车总站及其他车站）成为德国铁路网络中最重要的枢纽。由于火车总站的负担过重，威斯巴登－德累斯顿路线的ICE列车已自2013年底起绕开法兰克福。在2014年，法兰克福枢纽所产生的480749分钟的长途运输延误时间中，有35%归因于火车总站。

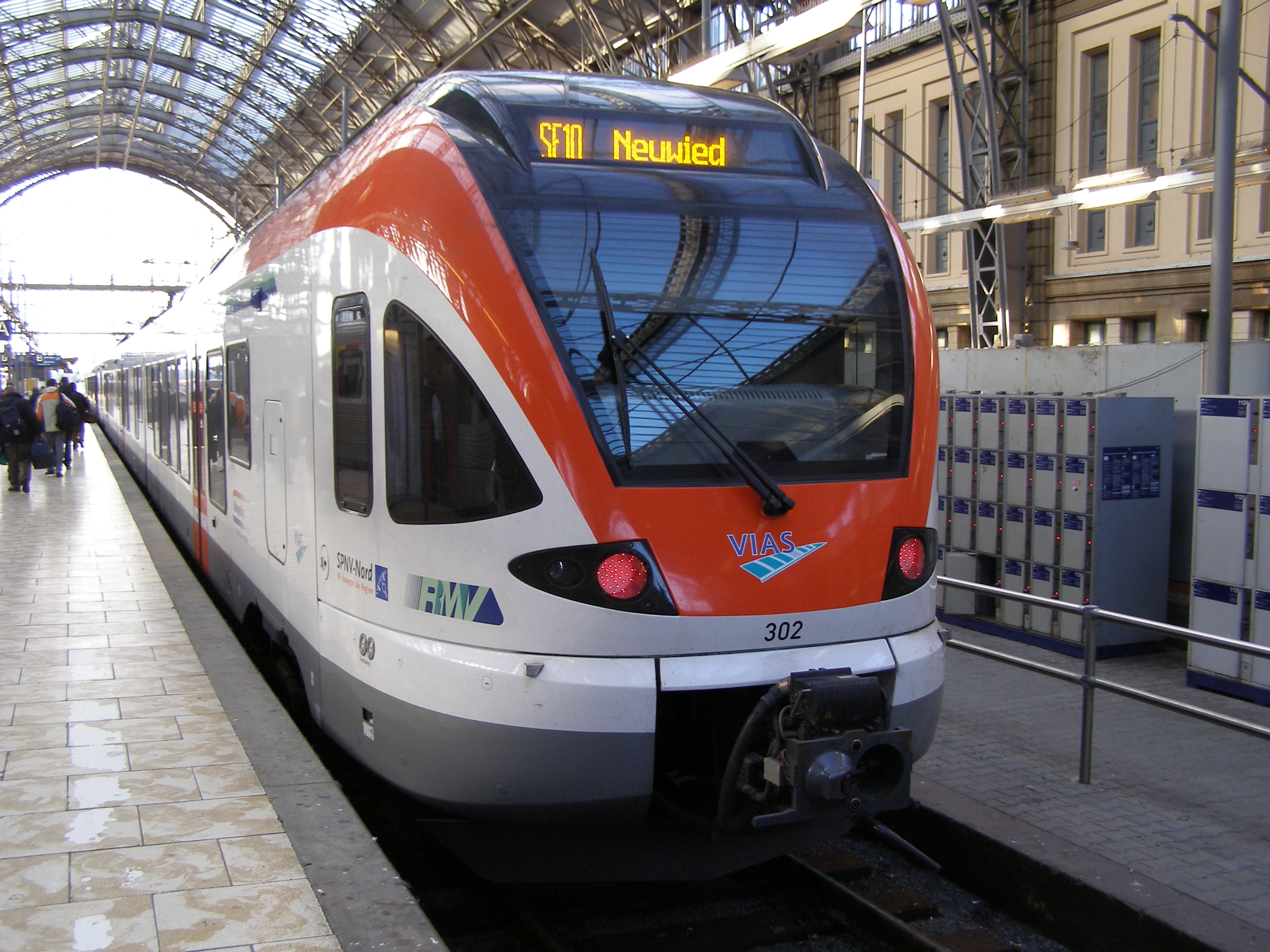
菲亚斯的RB10号线列车

### 区域/快铁运输

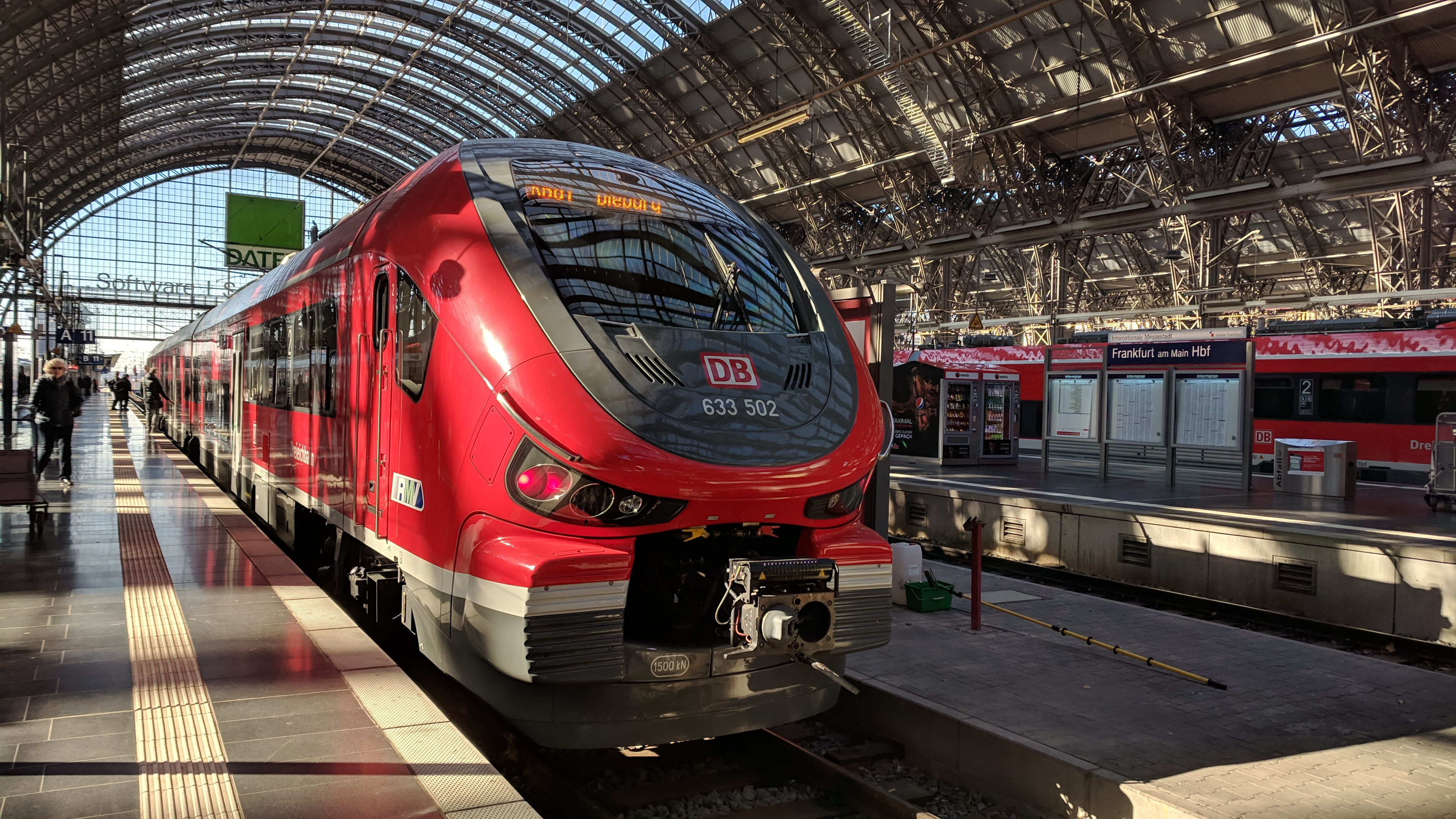
担当RB61号线开往迪堡

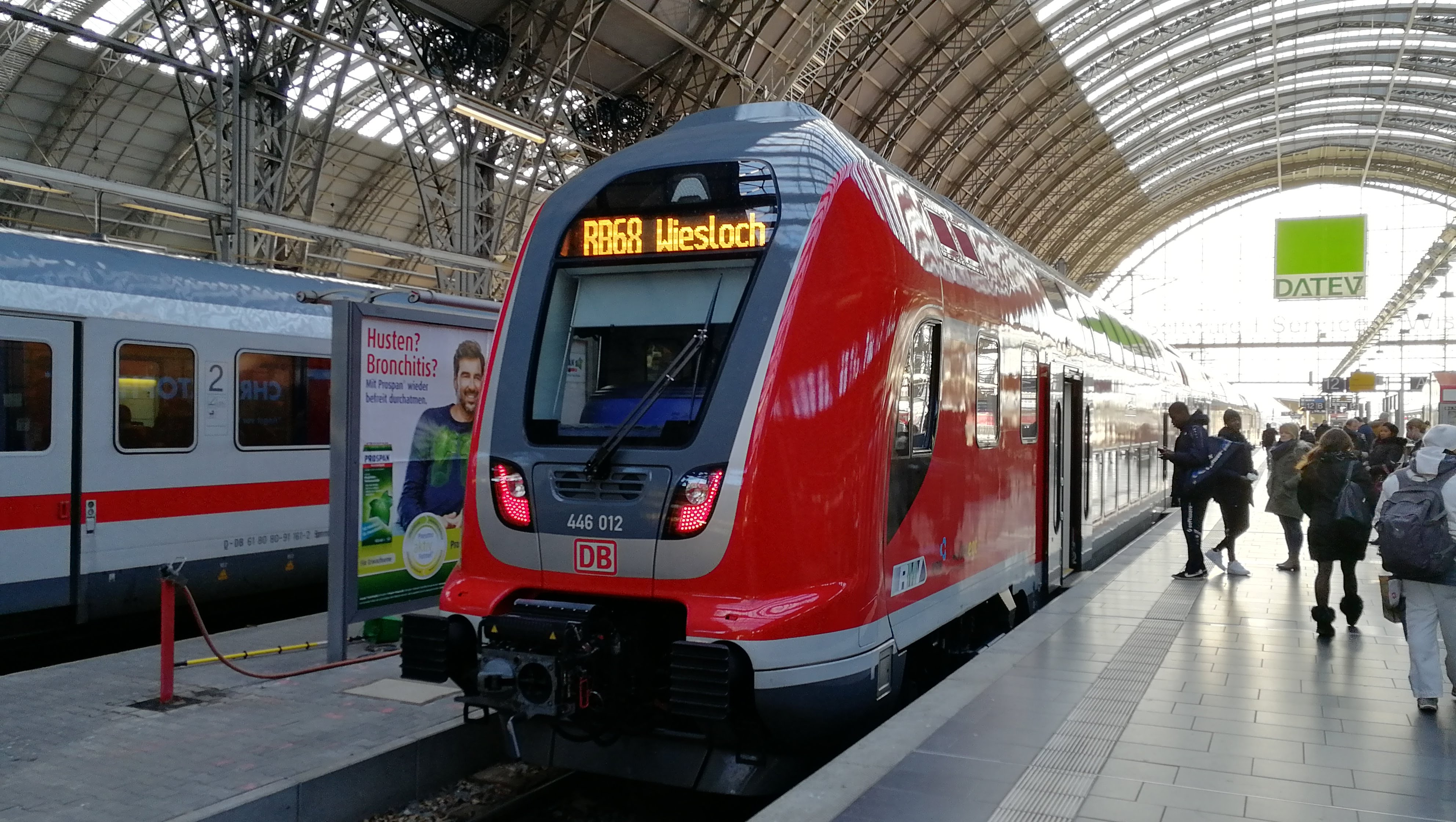
担当RB68号线开往维斯洛赫

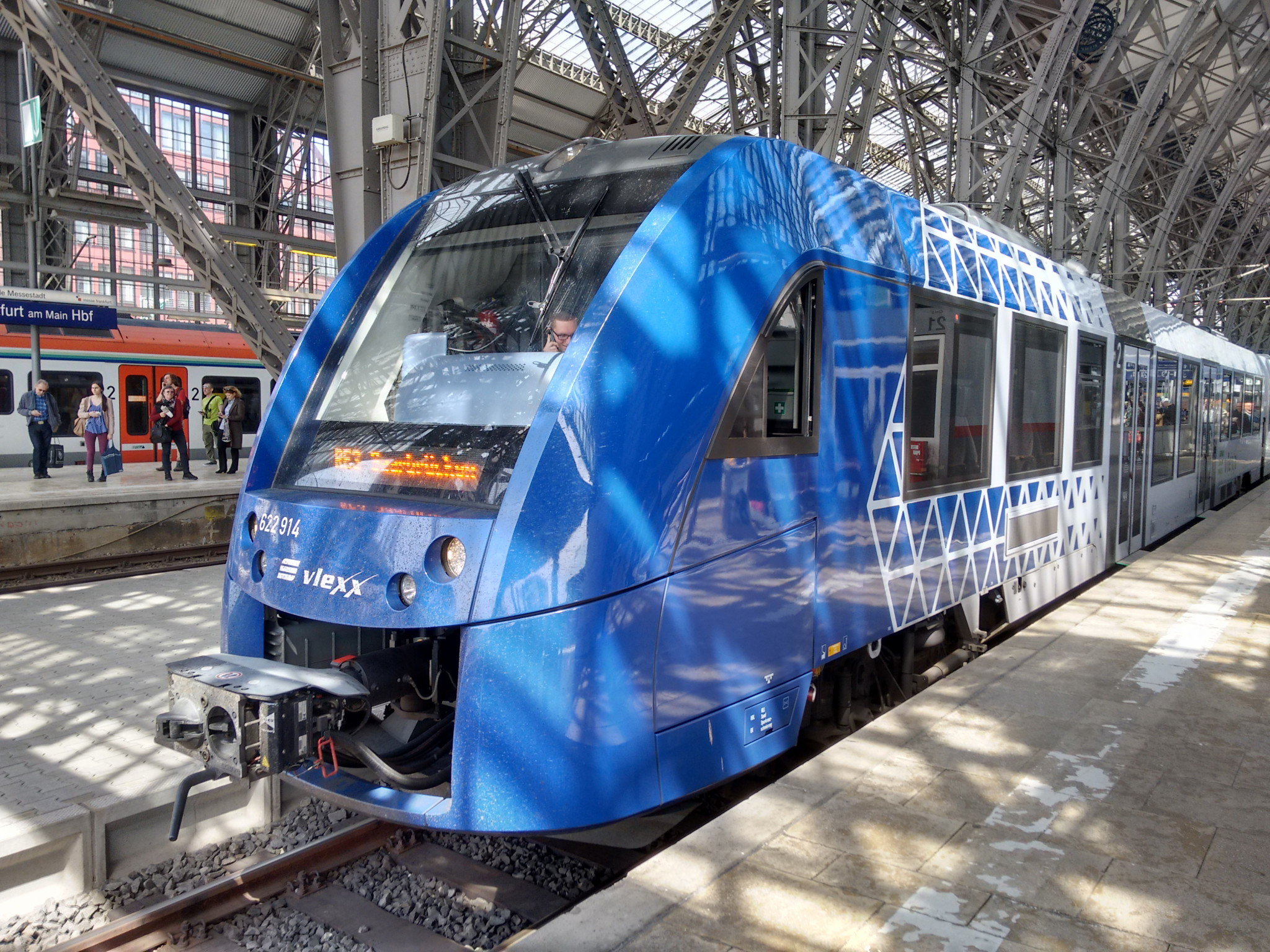
弗列克斯担当RE3号线开往萨尔布吕肯

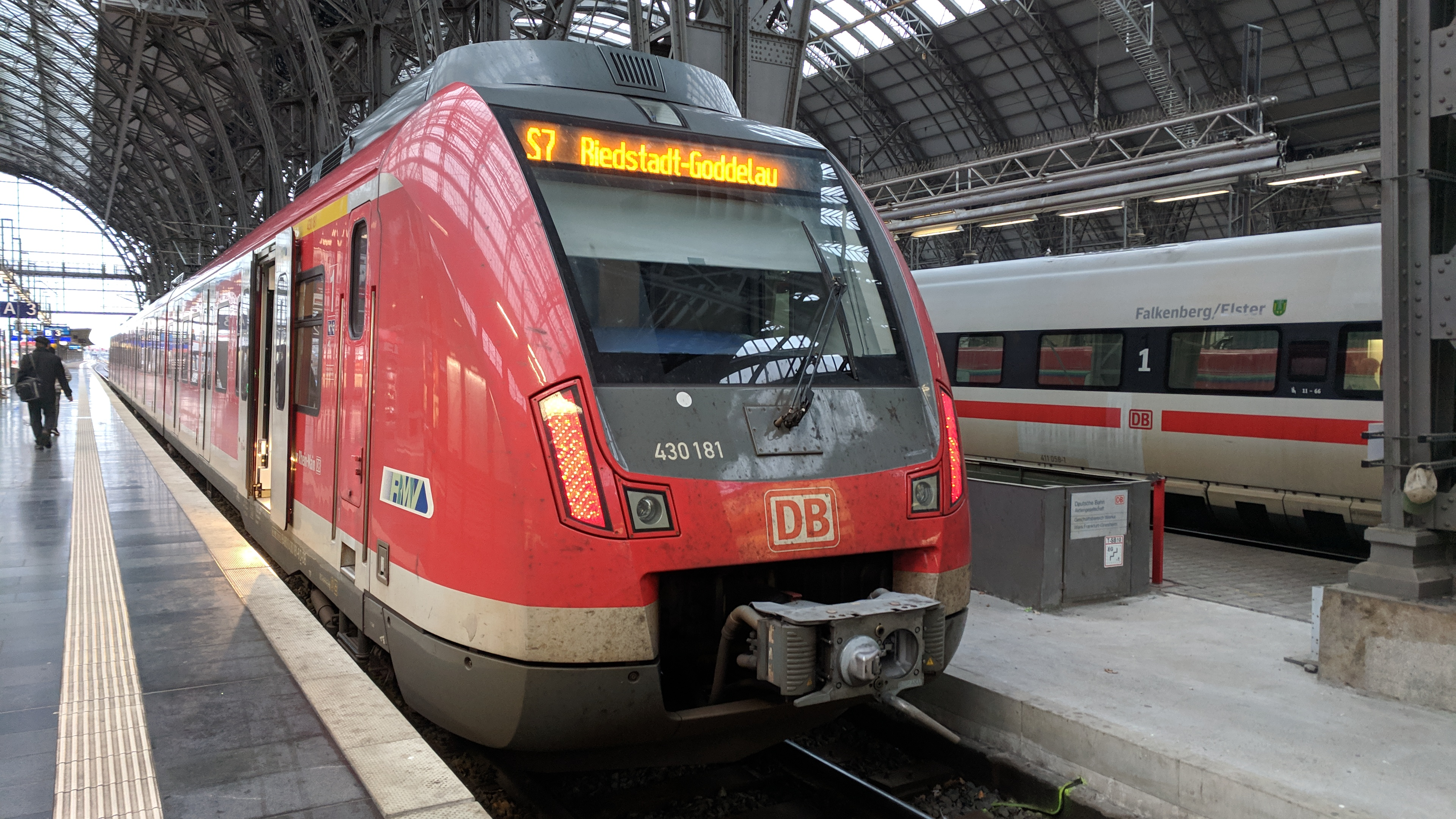
担当S7线开往里德施塔特

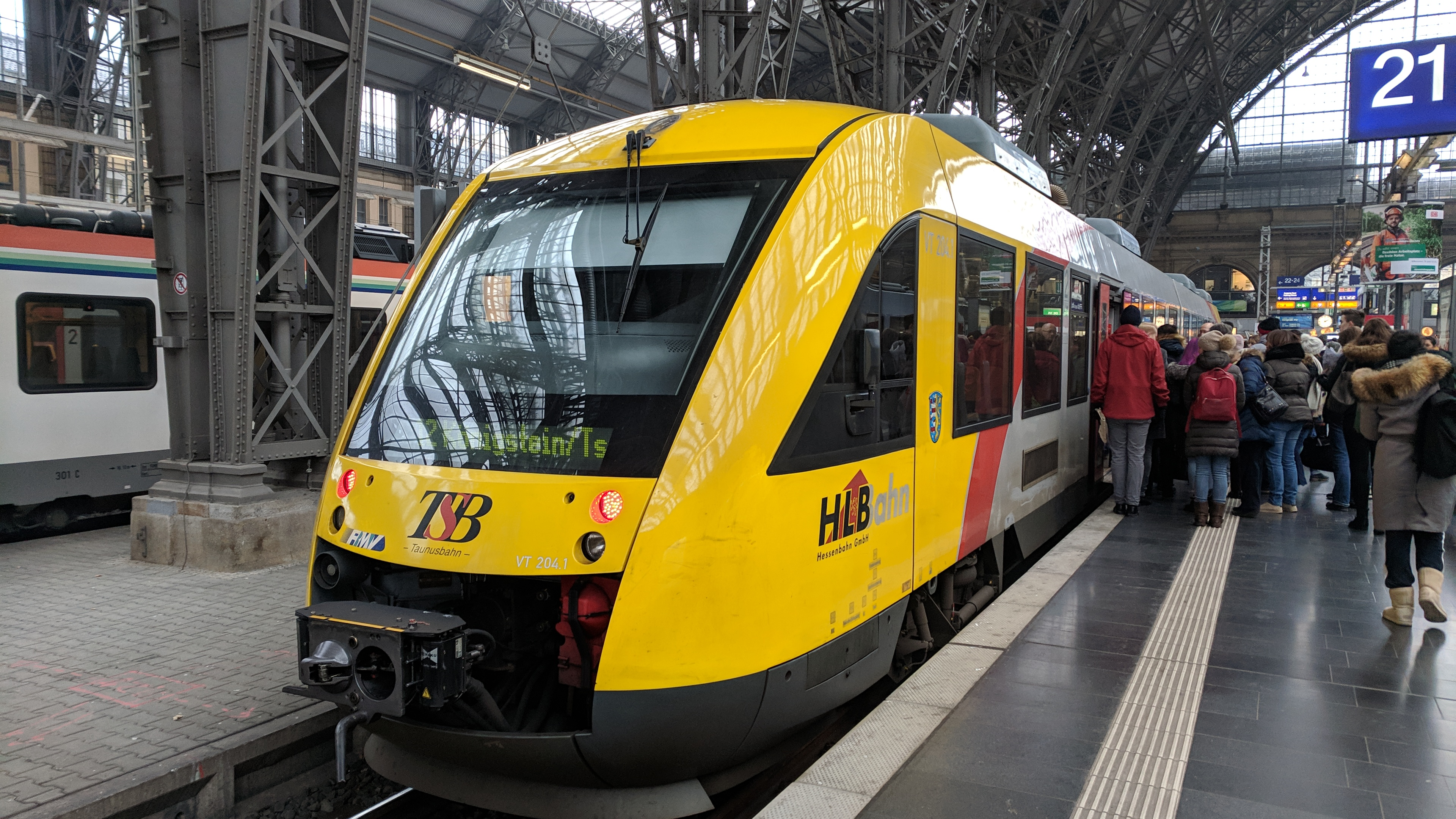
黑森担当RB12号线开往柯尼希施泰因

在铁路短途客运方面，每天有约650班区域性列车和120班快铁列车通过这座尽头站。在高峰时段（即6至9时及14至19时）则各增开有约80班加密班次。
| 路线  | 经由 | 频率                     | 运营商         |
| ----- | --- | ------------------------ | -------------- |
| RE 2  | 法兰克福 － 法兰克福机场 － 吕瑟尔斯海姆 － 美因茨 － 宾根 － 博帕德 － 科布伦茨                               | 两小时1班                | 德铁区域中部   |
| RE 3  | 法兰克福 － 法兰克福机场 － 吕瑟尔斯海姆 － 美因茨 － 巴特克罗伊茨纳赫 － 诺因基兴 － 萨尔布吕肯               | 两小时1班                | 弗列克斯       |
| RE 4  | 法兰克福 － 美因茨 － 沃尔姆斯 － 弗兰肯塔尔 － 路德维希港 － 希弗施塔特 － 施派尔 － 盖默斯海姆 － 卡尔斯鲁厄 | 两小时1班                | 德铁区域中部   |
| RE 9  | 法兰克福 － 美因茨-卡斯特尔 － 威斯巴登-比布里希 － 威斯巴登-席尔施泰因 － 下瓦卢夫 － 埃尔特维勒              | 每小时1班 （仅高峰时段） | 菲亚斯         |
| RE 14 | 法兰克福 － 法兰克福-霍赫斯特 － 美因茨 － 沃尔姆斯 － 弗兰肯塔尔 － 路德维希港中心 － 曼海姆                  | 两小时1班                | 德铁区域中部   |
| RE 20 | 法兰克福 － 法兰克福-霍赫斯特 － 尼登豪森 － 林堡                                                              | 每小时1班 （仅高峰时段） | 德铁区域中部   |
| RE 30 | 法兰克福 － 弗里德贝格 － 吉森 － 马尔堡 － 特雷萨 － 瓦贝尔恩 － 卡塞尔-威廉丘 － 卡塞尔                      | 两小时1班                | 德铁区域中部   |
| RE 50 | 法兰克福 － 法兰克福南 － 奥芬巴赫 － 哈瑙 － 盖尔恩豪森 － 韦希特斯巴赫 － 施吕希滕 － 富尔达                 | 每小时1班                | 德铁区域中部   |
| RE 54 | 法兰克福 － 法兰克福南 － 美因塔尔 － 哈瑙 － 卡尔 － 阿沙芬堡 － 维尔茨堡 － 班贝格                           | 两小时1班                | 德铁区域弗兰肯 |
| RE 55 | 法兰克福 － 法兰克福南 － 奥芬巴赫 － 哈瑙 － 卡尔 － 阿沙芬堡 － 维尔茨堡 － 班贝格                           | 两小时1班                | 德铁区域弗兰肯 |
| RE 60 | 法兰克福 － 达姆施塔特 － 本斯海姆 － 魏恩海姆 － 曼海姆                                                       | 每小时1班                | 德铁区域中部   |
| RE 70 | 法兰克福 － 大格劳-东贝格 － 里德施塔特-戈德劳 － 盖恩斯海姆 － 比布利斯 － 曼海姆                             | 每小时1班                | 德铁区域中部   |
| RE 85 | 法兰克福 － 法兰克福南 － 奥芬巴赫 － 哈瑙 － 巴本豪森 － 大乌姆施塔特维贝尔斯巴赫 （－ 埃尔巴赫）             | 两小时1班                | 菲亚斯         |
| RE 98 | 法兰克福 － 弗里德贝格 － 吉森 － 马尔堡 － 特雷萨 － 瓦贝尔恩 － 卡塞尔-威廉丘 － 卡塞尔                      | 两小时1班                | 黑森州立铁路   |
| RE 99 | 法兰克福 － 弗里德贝格 － 吉森 － 韦茨拉尔 － 迪伦堡 － 海格 － 锡根                                           | 两小时1班                | 黑森州立铁路   |
| RB 10 | 法兰克福 － 法兰克福-霍赫斯特 － 美因茨-卡斯特尔 － 威斯巴登 － 吕德斯海姆 － 科布伦茨 － 新维德               | 半每小时1班              | 菲亚斯         |
| RB 12 | 法兰克福 － 法兰克福-霍赫斯特 － 凯尔克海姆 － 柯尼希施泰因                                                    | 半小时1班                | 黑森州立铁路   |
| RB 15 | 法兰克福 － 巴特洪堡 － 腓特烈斯多夫 － 韦尔海姆 － 新安斯帕赫 － 乌辛根 － 格雷芬维斯巴赫 － 布兰德奥贝恩多夫 | 个别班次 （仅高峰时段）  | 黑森州立铁路   |
| RB 22 | 法兰克福 － 法兰克福-霍赫斯特 － 尼登豪森 － 林堡                                                              | 每小时1班                | 黑森州立铁路   |
| RB 34 | 法兰克福 － 巴特菲尔伯尔 － 下多尔费尔登 － 尼德劳 － 格劳堡-施托克海姆                                        | 每小时1班                | 德铁区域中部   |
| RB 40 | 法兰克福 － 弗里德贝格 － 布茨巴赫 － 吉森 － 韦茨拉尔 － 黑博恩 － 迪伦堡                                     | 每小时1班                | 德铁区域中部   |
| RB 41 | 法兰克福 － 弗里德贝格 － 布茨巴赫 － 吉森 － 马尔堡 － 克尔伯 － 基希海恩 － 施塔特阿伦多夫 － 特雷萨         | 每小时1班                | 德铁区域中部   |
| RB 48 | 法兰克福 － 弗里德贝格 － 拜恩海姆 － 尼达车站                                                                 | 个别班次 （仅高峰时段）  | 德铁区域中部   |
| RB 51 | 法兰克福 － 法兰克福南 － 奥芬巴赫 － 哈瑙 － 盖尔恩豪森 － 韦希特斯巴赫 （－ 巴特索登-萨尔明斯特）            | 每小时1班                | 德铁区域中部   |
| RB 58 | 法兰克福 － 法兰克福南 － 法兰克福东 － 美因塔尔 － 哈瑙 － 卡尔 － 阿沙芬堡 － 劳法赫                         | 两小时1班                | 黑森州立铁路   |
| RB 61 | 法兰克福 － 德赖艾希-布赫施拉格 － 勒德马克-上罗登 － 迪堡                                                     | 每小时1班                | 德铁区域中部   |
| RB 67 | 法兰克福 － 达姆施塔特 － 本斯海姆 － 黑彭海姆 － 魏恩海姆 － 曼海姆 （－ 施韦青根）                           | 每小时1班                | 德铁区域中部   |
| RB 68 | 法兰克福 － 达姆施塔特 － 本斯海姆 － 黑彭海姆 － 魏恩海姆 － 海德堡 （－ 维斯洛赫-瓦尔多夫）                  | 每小时1班                | 德铁区域中部   |
| RB 82 | 法兰克福 － 达姆施塔特北 － 赖恩海姆 － 大乌姆施塔特维贝尔斯巴赫 － 埃尔巴赫 （－ 埃伯巴赫）                   | 两小时1班                | 菲亚斯         |
| S7    | 法兰克福 － 下拉德 － 体育场 － 大格劳-东贝格 － 里德施塔特-戈德劳                                             | 半小时1班                | 德铁区域       |

### 配置
主接待大堂设有德国铁路的订票中心以及大量自动售票机。较小的接待大堂则设有行政和商业场所，例如车站的一个集市。从位于高楼层的德铁贵宾室或咖啡厅可以俯瞰整个列车大堂。然而，车站也有大量的闲置空间，特别是在一楼，例如原邮局、食堂和美军铁路运输办公室（Rail Transportation Office， RTO）以前使用的区域。

## 外部連結
- 法兰克福火车总站 （页面存档备份，存于）于德国铁路主页
- 站内商铺方位图 （页面存档备份，存于）于einkaufsbahnhof.de （德铁车站及服务）
- 法兰克福火车总站地图 （页面存档备份，存于）于莱茵-美因交通集团 (PDF; 396 KiB)
- 2002年至2006年的基础维修详情 （页面存档备份，存于）
- 车站入口的历史照片 （页面存档备份，存于）

50°06′25″N 8°39′45″E / 50.10694°N 8.66250°E